# Johannes Thingnes Bø
Johannes Thingnes Bø (* 16. Mai 1993 in Stryn) ist ein ehemaliger norwegischer Biathlet. Er zählt zu den erfolgreichsten Athleten dieser Sportart und wurde 2018 und 2022 insgesamt fünfmal Olympiasieger. Zudem ist er mit 23 Titeln Rekordweltmeister und gewann zwischen 2018 und 2024 fünf Mal die Weltcup-Gesamtwertung. Zwischen seinem Debüt im Biathlon-Weltcup im Januar 2013 und seinem Karriereende im März 2025 gewann er einschließlich der Staffeln 118 Weltcuprennen.

## Persönlicher Hintergrund
Bø ist das zweitjüngste Kind von Klemet Bø und Aslaug Hildegunn Thingnes Bø (beide * 1957); er hat drei Brüder und eine Schwester. Seine Mutter betreibt in Stryn eine eigene physiotherapeutische Praxis, sein Vater ist in der Rinder- und Milchviehhaltung tätig. Bøs knapp fünf Jahre älterer Bruder Tarjei ist als Olympia- und Gesamtweltcupsieger sowie mehrfacher Weltmeister sehr erfolgreich in der gleichen Sportart wie er selbst aktiv. Der Sportjournalist, Moderator und Fotograf Harald Endre Thingnes ist Johannes’ Onkel mütterlicherseits. Bø besuchte die weiterführende Schule (Stryn vidaregåande skule) in seinem Heimatort und zog im Mai 2012 nach Lillehammer, wo neben Tarjei auch viele andere norwegische Biathleten leben und trainieren. Dort immatrikulierte er sich an der Hochschule Lillehammer. Seit Ende Juni 2018 ist er mit Hedda Dæhli verheiratet, und seit 2020 Vater eines Sohnes. Im Sommer 2023 ist seine Tochter zur Welt gekommen. Die Familie lebt seit 2021 in Kongsvinger.

## Sportliche Laufbahn

### Anfänge
Bø spielte zunächst ab seinem fünften Lebensjahr Fußball und lief schließlich in der Kreisliga auf. Als er mit 16 Jahren auf die weiterführende Schule wechselte, wollte er dort ursprünglich auch Fußball als Sportwahlfach wählen. Seine Eltern überzeugten ihn jedoch – auch unter dem Eindruck von Tarjeis Erfolgen –, einen Monat lang Biathlon auszuprobieren. Am Ende dieser kurzen Periode sicherte er sich bereits zwei Titel bei den norwegischen Jugendmeisterschaften im Sommerbiathlon 2009 und konzentrierte sich fortan ausschließlich auf Biathlon. In der Folge galt Bø als vielversprechendes Talent und große Nachwuchshoffnung und gewann zahlreiche weitere Juniorenrennen. Bei den in Åmot ausgetragenen norwegischen Meisterschaften 2010 belegte er am 9. April im Sprint über zehn Kilometer mit 1:51 Minuten Rückstand zwar den zehnten Platz, war aber innerhalb dieses Dezetts einer von nur zwei Athleten ohne Schießfehler und mit nur 16 Jahren der jüngste Biathlet, der je bei den Seniorenmeisterschaften eine so hohe Platzierung erringen konnte.

### Erster Winter auf internationaler Bühne (2010/11)
Zum Auftakt der Saison 2010/11 debütierte er am 27. November 2010 in Beitostølen im IBU-Cup und gewann mit dem 28. und dem 16. Rang in zwei Sprintrennen auf Anhieb erste Punkte. Es blieben allerdings für mehr als zwei Jahre seine einzigen Einsätze.
Über Expertenkreise hinaus rückte er erstmals ins Blickfeld des öffentlichen Interesses und der Medienberichterstattung, als Tarjei am 10. Dezember 2010 im Anschluss an seinen eigenen ersten Weltcupsieg in Hochfilzen in einem Interview äußerte:
„Aber ich weiß, da gibt es noch einen besseren [als ihn selbst]: Meinen jüngeren Bruder Johannes. Da hab ich schon Schiss, wenn er mal weltcuptauglich ist. Der ist wirklich gut! Ich hoffe schon, dass wir irgendwann in der Staffel zusammen laufen können, aber im Einzelwettkampf wird er mal ein harter Konkurrent.“
Der Norges Skiskytterforbund (Norwegische Biathlonverband) nominierte Bø kurz darauf für den Kader, der das Land im Februar 2011 beim European Youth Olympic Festival im tschechischen Liberec vertreten sollte. Dort gewann er sowohl mit der Mixedstaffel als auch im Einzel jeweils die Silbermedaille und konnte den Sprint für sich entscheiden. Trotz vierer Strafrunden holte er bei diesem Rennen während der Schlussrunde 17 Sekunden auf und siegte. Anfang März gleichen Jahres erkämpfte er sich darüber hinaus zwei norwegische Juniorenmeistertitel und am 25. März gewann er in Dombås den Supersprint der nationalen Rennserie Norgescup in der Kategorie U-18 und sicherte sich mit sieben Tagessiegen auch die Gesamtwertung. Damit brach er einen alten Rekord von Ole Einar Bjørndalen, der bei seinem Juniorengesamtsieg 1990/91 fünf Einzelerfolge feiern konnte. Ende des Monats trat er in Målselv zu seinen zweiten norwegischen Meisterschaften an; dort erreichte er sowohl im Sprint als auch im Einzel über 20 Kilometer und mit der Staffel den sechsten sowie in der Verfolgung den neunten Platz.

### Erstmals Juniorenweltmeister (2011/12)
Auch das Jahr 2012 begann für Bø erfolgreich. Am 23. Januar nominierte man ihn für die bereits kurz darauf beginnenden Junioreneuropameisterschaften im slowakischen Osrblie. Dort gewann er einen kompletten Medaillensatz und erreichte im Sprint den achten Rang. Wenige Wochen darauf erlebte er im finnischen Kontiolahti bei seinen ersten Juniorenweltmeisterschaften, zu denen er als großer Favorit der Jugendsektion anreiste, seinen bis dato Karrierehöhepunkt. Zunächst verpasste er noch im Einzel über 12,5 Kilometer als Vierter eine Podestplatzierung nur um 19 Sekunden – und das, obwohl er auf Grund seiner Schießfehler mit sechs Strafminuten belegt worden war. Zusammen mit Erling Aalvik, Marius Hol und Vetle Sjåstad Christiansen lief er anschließend allerdings im Juniorenklassement zu überlegenem Staffelgold vor dem französischen Quartett. In den Folgetagen dominierte er darüber hinaus sowohl den Sprint, den er mit über 50 Sekunden Vorsprung für sich entschied, als auch die als Handicaprennen ausgelegte und auf die zeitlichen Abstände des Sprints aufbauende Verfolgung. Bei letzterer überquerte Bø, der sich drei Schießfehler leistete, knapp zwei Minuten vor dem zweitplatzierten und fehlerlosen Matthias Dorfer die Ziellinie. Mit diesen drei Goldmedaillen avancierte der junge Norweger zum erfolgreichsten Athleten der Wettkämpfe.
Den Saisonabschluss bildeten abermals die norwegischen Meisterschaften, diesmal ausgetragen vom 20. bis 25. März in Trondheim. Im Einzel reichte es für Bø lediglich für einen 16. Rang. Bei den folgenden Rennen gelangen im jedoch stets Top-10-Platzierungen. So lief er im Sprint auf den 6., im Massenstartwettbewerb auf den 4. und mit der Staffel auf den 7. Platz.

### Vordere Platzierungen im IBU-Cup und Weltcupdebüt (2012/13)

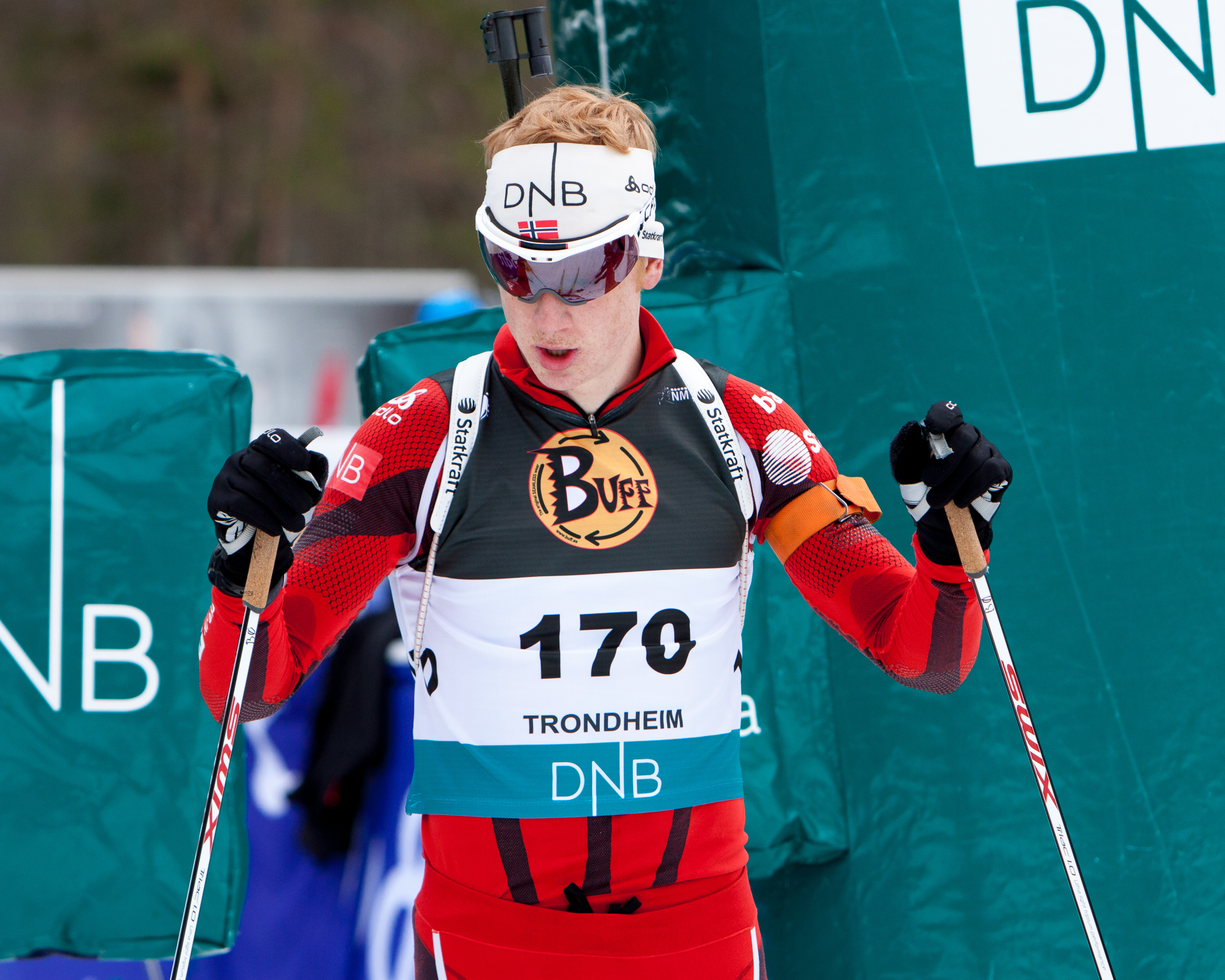
Bø bei den Norwegischen Meisterschaften 2012

Im April 2012 wurde er daraufhin mit nur 18 Jahren in den A-Nationalkader für den Weltcup 2012/13 aufgenommen und war damit das zweitjüngste Teammitglied aller Zeiten. Im Sommer gleichen Jahres gelang es ihm bei einigen Testrennen erstmals, Ole Einar Bjørndalen, Emil Hegle Svendsen und Lars Berger zu besiegen. Zu Beginn des folgenden Winters fiel Bø allerdings auf Grund einer Viruserkrankung aus und der norwegische Sportchef Per Arne Botnan erklärte, dass er daher weder für den Weltcup-Auftakt in Östersund noch für den ersten IBU-Cup in Idre nominiert werde. Ein Einsatz beim zweiten IBU-Cup in Beitostølen sei aber sehr wahrscheinlich. Tatsächlich dauerte die Rekonvaleszenz jedoch deutlich länger und Johannes Thingnes Bø kehrte erst am 5. Januar 2013 zum vierten IBU-Cup im estnischen Otepää ins Team zurück, als er im Einzel über 20 Kilometer mit sechs Schießfehlern und einem Rückstand von 5:04 Minuten den 23. Platz belegte. Es war erst sein dritter Einsatz überhaupt in dieser Wettkampfserie. Am folgenden Tag erreichte er im Sprint ohne Schießfehler den zweiten Rang – mit 10,2 Sekunden Rückstand auf den siegreichen Schweden Magnus Jonsson. Anstatt auch zum nächsten Cup nach Ostrow weiter zu reisen, trainierte er in Vorbereitung auf die in Obertilliach ausgetragenen Juniorenweltmeisterschaften in Norwegen. Seine im Vorfeld gesetzten Ziele für diesen Saisonhöhepunkt musste er im Zuge der gesundheitlichen Probleme korrigieren; er strebte nun Staffelgold und eine Einzelmedaille an. Er äußerte sich, dass er wohl erst kurz nach den Juniorenweltmeisterschaften wieder sein volles Leistungspensum würde abrufen können.
Auf Grund seiner guten Leistungen im IBU-Cup, mehrerer Ausfälle in der Stammformation (unter anderem Emil Hegle Svendsen und Ole Einar Bjørndalen) und zur Vorbereitung auf die Juniorenweltmeisterschaften konnte Bø am 20. Januar 2013 beim Staffelrennen im italienischen Antholz sein Weltcupdebüt feiern. Er war hinter Lars Helge Birkeland und Alexander Os dritter Starter des Quartetts, gefolgt von Henrik L’Abée-Lund. Mit zwei Nachladern im liegenden und gar einer Strafrunde im stehenden Schießen fügte er sich allerdings in das mittelmäßige Gesamtbild der gänzlich neu formierten norwegischen Mannschaft, die letztlich nur den zehnten Platz belegte.
Im ersten Rennen der Juniorenweltmeisterschaften Ende Januar, dem Sprint, gewann Bø mit einem Schießfehler die Silbermedaille – 4,9 Sekunden hinter dem stark laufenden Russen Alexander Loginow, auf den er allerdings eineinhalb Kilometer vor Rennende noch einen Vorsprung von knapp acht Sekunden hatte. Am darauffolgenden Tag kam es bei der Verfolgung zu einer Rochade der drei Erstplatzierten, in der Bø seinen vierten Weltmeistertitel erkämpfte. Nach zwei Ruhetagen konnte der Norweger allerdings im Einzelrennen nicht mehr an seine vorherigen Leistungen anknüpfen. Er leistete sich vier Schießfehler und kam mit knapp zwei Minuten Rückstand auf den abermaligen Sieger Loginow lediglich als Neunter ins Ziel. Am letzten Tag der Wettkämpfe führte er – wie zuvor als Ziel ausgegeben – die norwegische Staffel als Schlussläufer zur Titelverteidigung und urteilte anschließend: „Das ist das wichtigste Rennen. […] Wenn wir im Sommer trainieren, ist eines unserer Ziele, in diesem Wettkampf Gold zu gewinnen.“
Nach dem krankheitsbedingten Auslassen der Junioreneuropameisterschaften in Bansko absolvierte Bø am 28. Februar mit dem Sprint in Oslo sein zweites Weltcuprennen. Während sich mit Loginow und Zwetkow seine ärgsten Konkurrenten der Juniorenwettbewerbe unter den besten Zehn platzieren konnten, musste er sich allerdings mit einem Schießfehler und 1:39 Minuten Rückstand auf den Sieger – seinen Bruder Tarjei – mit Rang 28 zufriedengeben. Zwei Tage später verbesserte er sich im Verfolgungsrennen auf den 25. Platz, verzichtete dann aber auf die Teilnahme am Massenstart. Im Zuge seines Starts beim vorletzten Weltcup der Saison im russischen Sotschi verpasste er auf Grund der Terminüberschneidung die Teilnahme an den in Sirdal ausgetragenen norwegischen Juniorenmeisterschaften. Der Auftakt ins russische Rennwochenende auf der läuferisch äußerst anspruchsvollen Strecke der Olympischen Winterspiele 2014 verlief für Bø enttäuschend, als er das Einzelrennen mit über sieben Minuten Rückstand nur auf dem 68. Rang beenden konnte. Im Sprint zeigte er hingegen ein fehlerfreies Schießen und erlief als 20. weitere Weltcuppunkte, bevor sich beim abschließenden Staffelrennen am 10. März Tarjei Bøs Wunsch aus dem Dezember 2010 erfüllte, zusammen mit seinem jüngeren Bruder in einer Staffel starten zu können. Johannes übergab als dritter Läufer an ihn und das norwegische Quartett verpasste auf dem vierten Rang nur knapp die Podestplätze. Am 16. März 2013 endete schließlich seine erste Weltcupsaison in Chanty-Mansijsk. Zwar gelang ihm mit Rang 20 in der Verfolgung eine deutliche Verbesserung um 17 Plätze im Vergleich zum Sprint vom Vortag – dass er aber trotz vier fehlerfreier Schießeinlagen noch einen Rückstand von über zwei Minuten hatte, legte seine Defizite im Laufen offen. Für den abschließenden Massenstart konnte er sich nicht qualifizieren.
Zum Saisonabschluss in Dombås gewann Bø seine ersten Medaillen bei norwegischen Seniorenmeisterschaften – zwei silberne in Individualrennen und den Titel mit der Staffel Sogn og Fjordane SSK.

### Durchbruch im Weltcup (2013/14)
Kurz vor Beginn des Sommertrainings verletzte sich Bø in den letzten Apriltagen 2013 bei einem Fahrradunfall auf dem Nordsetervegen in Lillehammer und brach sich ein Schlüsselbein. Daraufhin musste er seine Vorbereitung auf die Weltcupsaison 2013/14 um mehrere Wochen verschieben und konnte erst im August wieder mit Intensivtraining beginnen. Mitte November gastierte die Biathlon-Weltelite zur offiziellen Saisoneröffnung im norwegischen Sjusjøen. Bø zeigte sich gut erholt und erreichte im Sprint einen achten und im Massenstart einen siebten Platz. Im Vorfeld der Veranstaltung äußerte Per Arne Botnan, Sportdirektor des norwegischen Biathlon-Verbandes:
„Er muss im Schießen noch stabiler werden. Aber an einem maximalen Tag mit voller Ausbeute [beim Schießen] kann er ein Rennen im Weltcup gewinnen. Er sollte das jetzt noch nicht als Ziel haben, aber es kann passieren.“
Unmittelbar darauf gab der norwegische Trainer Espen Nordby Andersen die Kadernominierungen für die ersten drei Weltcups des Winters 2013/14 bekannt, denen zufolge Bø bei der zweiten Station in Hochfilzen zugunsten von Lars Berger pausieren sollte.

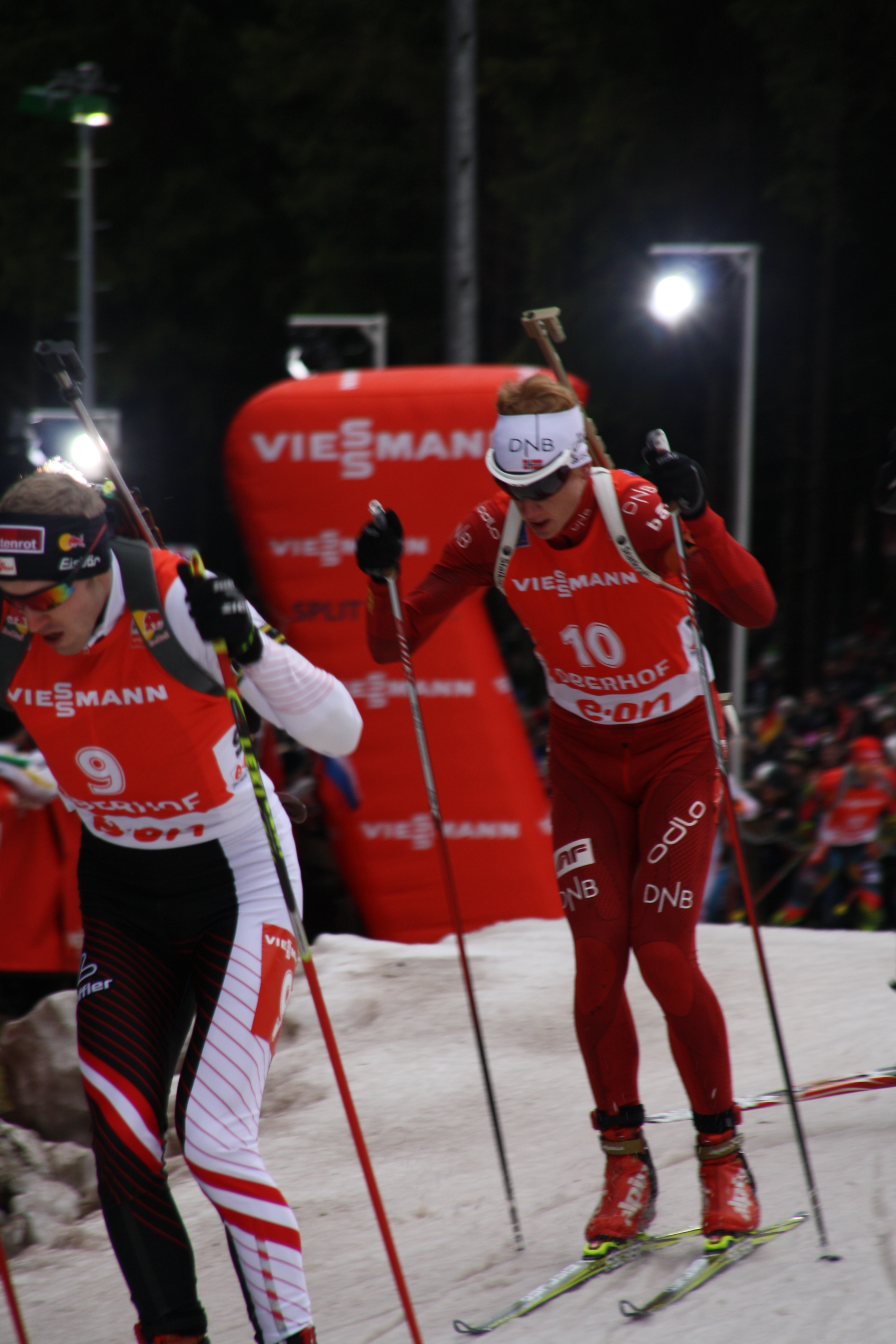
2014 in Oberhof

 Auch im ersten Weltcuprennen des Winters, der Mixedstaffel im schwedischen Östersund, gab man Vetle Sjåstad Christiansen und Tarjei Bø den Vorzug, so dass Johannes am 28. November beim Einzelrennen in die neue Saison startete. Nach vier Schießfehlern musste er sich mit dem 27. Platz zufriedengeben, sammelte damit aber erneut Punkte. Zwei Tage später zeigte er im Sprint seine bis dato stärkste Leistung im Weltcup und lief dank einer schnellen Schlussrunde als bester Norweger auf den neunten Rang; in den Top Ten war er zudem der einzige Athlet mit zwei Schießfehlern. Diese gute Ausgangssituation konnte er allerdings nicht nutzen, da das Verfolgungsrennen auf Grund starken Windes abgesagt wurde. Bøs Konkurrenzkampf mit dem an seiner Stelle laufenden Berger verschärfte sich während des Weltcups in Hochfilzen, nachdem dieser überraschend den Sprint gewinnen und so für seine längerfristige Präsenz in der ersten Mannschaft werben konnte. Schon eine Woche später am 14. Dezember wusste Bø bei der dritten Station in Le Grand-Bornand jedoch mit seinem ersten Weltcupsieg zu kontern: Er blieb in Abwesenheit von seinem Bruder Tarjei, Ole Einar Bjørndalen und Emil Hegle Svendsen im Sprint ohne Schießfehler, konnte sich mit einer beeindruckenden Laufleistung an die Spitze des Feldes setzen und hatte im Ziel 32,9 Sekunden Vorsprung auf Ondřej Moravec und sogar 37,1 Sekunden auf den bis dato die Saison und die Vorjahre dominierenden Drittplatzierten Martin Fourcade. Der Sieg war die Konsequenz einer kontinuierlichen Leistungssteigerung Bøs, dessen Potential und gute Form sich in den vorherigen Rennen bereits angedeutet hatte. Am nächsten Tag entschied er auch die Verfolgung klar für sich und festigte so seinen Platz in der Weltspitze. Einen Leistungseinbruch erlebte Bø dann jedoch beim fünften Weltcup der Saison in Ruhpolding, als er als Startläufer der norwegischen Staffel mit drei Strafrunden beim Liegendschießen seiner Mannschaft gleich zu Beginn des Rennens jede Chance auf eine vordere Platzierung nahm. Letztendlich kam das Quartett nur auf Rang neun ins Ziel.
Auf Grund seiner überzeugenden Leistungen wurde Johannes Thingnes Bø als Mitglied des sechsköpfigen norwegischen Männerteams für die Olympischen Winterspiele im Februar 2014 in Sotschi nominiert, um dort sein Heimatland zu vertreten. Der Sprint als erster dortiger Wettbewerb, den Teamkollege Bjørndalen gewann, verlief für ihn allerdings äußerst enttäuschend. Mit vier Schießfehlern und durchschnittlicher Laufleistung erreichte er lediglich den 55. Rang und qualifizierte sich damit nur knapp für die Verfolgung. In den folgenden Wettkämpfen – Verfolgung, Einzel und Massenstart – gelang es ihm jedoch, sich kontinuierlich zu steigern; ihm unterlief bei jeweils vier Schießeinlagen nur jeweils ein Fehler und den Massenstart beendete er schließlich als Achtplatzierter. Dennoch erhielten für die erstmals bei Olympischen Winterspielen ausgetragene Mixedstaffel die bei diesen Spielen bereits mit Gold dekorierten Bjørndalen und Svendsen (hatte den Massenstart gewonnen) den Vorzug vor dem Olympiadebütanten. Am vorletzten Tag der Spiele lief Bø dann zusammen mit seinem Bruder sowie den beiden zuvor genannten die Staffel und überzeugte als zweiter Starter mit starken Schieß- und Laufergebnissen. Auf sicherem Medaillenkurs liegend leistete sich Schlussläufer Svendsen im letzten Schießen jedoch zu viele Fehler, so dass das norwegische Quartett nur den vierten Rang belegte und Johannes Thingnes Bø unverschuldet seine erste olympische Medaille verpasste.
Nach den Olympischen Winterspielen verzichtete Bø Anfang März auf einen Start bei den Biathlon-Juniorenweltmeisterschaften 2014 in Presque Isle in den Vereinigten Staaten, um sich auf die restlichen Weltcuprennen der Saison zu konzentrieren. Damit brachte er sich um die theoretische Möglichkeit, erfolgreichster Juniorenbiathlet aller Zeiten zu werden. Die Strategie zeigte jedoch beeindruckenden Erfolg, als er am vorletzten Weltcuport des Winters – Kontiolahti, der Ort seiner Juniorenweltmeisterschaftserfolge von 2012 – bei zum Teil äußerst widrigen Windbedingungen alle drei Rennen gewinnen konnte. Mit fünf Saisonsiegen hatte er bis dahin mehr Tageserfolge erreicht als jeder seiner Konkurrenten im gleichen Zeitraum und verbesserte sich kurz vor Ende seiner ersten vollständigen Weltcupsaison auf den zweiten Rang der Gesamtwertung. Die abschließenden drei Wettbewerbe vor heimischer Kulisse am Holmenkollen in Oslo vermochte er zwar nicht mehr unter den Top Ten zu beenden und wurde in der Gesamtwertung noch von Emil Hegle Svendsen überholt – mit dem dritten Rang sowohl im Sprint- als auch im Gesamtweltcup ist Bø allerdings dennoch den frühzeitigen Vorschusslorbeeren bezüglich seines Talents gerecht geworden und etablierte sich rasch in der Weltspitze.

### Weltmeister (2014/15)
Zur Vorbereitung auf die neue Saison trat Bø im Sommer 2014 beim bekannten Blinkfestivalen an, in dessen Rahmen in Sandnes und Umgebung mehrere Skilanglauf- und Biathlonwettbewerbe auf Rollskiern ausgetragen werden. Am 31. Juli absolvierte er dabei in Lysebotn das Skilanglauf-Bergaufrennen über eine Distanz von sieben Kilometern und belegte den sechsten Platz – direkt hinter seinem Bruder Tarjei und vor Skilanglaufprofis wie beispielsweise Petter Northug, Federico Pellegrino, Roland Clara, Finn Hågen Krogh und Devon Kershaw. In den nächsten Tagen konzentrierte er sich wieder auf Biathlon, scheiterte im K.-o.-Schießen im Halbfinale und erreichte im Massenstart den fünften Platz, ehe ihm im Finale des Supersprint (ebenfalls im K.-o.-System veranstaltet) der Sieg gelang. Knapp eine Woche später nahm Johannes Thingnes Bø am 10. August erstmals am City-Biathlon im saarländischen Püttlingen teil. Seine dortige Premiere verlief allerdings nicht sonderlich erfolgreich: Er musste dreimal für je zehn Sekunden in die „Penalty-Box“ und insgesamt elf Mal nachladen. Letztendlich belegte er den siebten Platz. Vom 20. bis 21. September fanden in Steinkjer die norwegischen Sommerbiathlon-Meisterschaften statt. Während Bø sich im Sprint noch den vierten Rang sichern konnte, unterliefen ihm in der Verfolgung acht Schießfehler, sodass er auf Platz 10 zurückfiel.
Beim ersten Weltcuprennen der Saison 2014/15 – der Mixedstaffel in Östersund – kam Bø am 30. November noch nicht zum Einsatz, seitdem startete er allerdings bei allen Rennen. Gleich auf der zweiten Station sprintete er in Hochfilzen überlegen zu seinem bereits sechsten Weltcuperfolg. Damit baute er seine eigene bemerkenswerte Ergebnisstatistik aus: Alle sechs bis dahin erreichten Weltcup-Podestplätze waren Siege. Einen Tag darauf wurde diese Statistik hinfällig, als er mit der norwegischen Staffel den dritten Platz belegte. Insgesamt jedoch war die Bilanz von Johannes Thingnes Bø in diesem Winter noch durchwachsen. Im Dezember kostete ihn insbesondere eine inkonstante Schießleistung des Öfteren bessere Platzierungen. Seine Trefferquote im stehenden Anschlag war noch nie derart niedrig wie zu jenem Zeitpunkt. Im Januar 2015 gelang es Bø, seine Leistungen auf hohem Niveau zu konsolidieren. Mit der Staffel musste er sich in Oberhof lediglich den Russen geschlagen geben, im Sprint verpasste er als Vierter knapp das Podest. Weniger als eine Woche später führte er die norwegische Staffel auf der nächsten Weltcupstation in Ruhpolding zum Sieg und konnte auch den Sprint in überlegener Manier für sich entscheiden. Den abschließenden Massenstart hätte er ohne Komplikationen wohl ebenfalls gewonnen, denn erstmals in dieser Disziplin gelangen ihm vier fehlerfreie Schießeinlagen. In der dritten Loipen-Runde stürzte jedoch der vor ihm in Führung laufende Jakov Fak; Bø konnte nicht mehr ausweichen und stürzte ebenfalls. Ein dadurch erforderlicher Skiwechsel kostete ihn wertvolle Sekunden, so dass er letztendlich nicht mehr den Anschluss an die Spitze fand und nur den zehnten Platz belegte. Es folgten weitere Siege mit der Staffel in Antholz sowie mit der Mixedstaffel im tschechischen Nové Město na Moravě und mehrere Top-Ten-Platzierungen.
Anfang März reiste Bø mit der norwegischen Mannschaft zu den Weltmeisterschaften 2015 nach Kontiolahti – an den Ort seiner drei Juniorenweltmeistertitel von 2012 und seines Weltcuptriples aus dem Vorjahr. Im ersten Rennen, der Mixedstaffel, blieb er fehlerlos, eine Strafrunde durch Tiril Eckhoff verhinderte jedoch ein besseres Ergebnis als den dritten Rang. Die Bronzemedaille war somit das erste Edelmetall von Johannes Thingnes Bø bei den Weltmeisterschaften der Senioren. Zwei Tage später leistete er sich im Sprint zwar einen Fehler im stehenden Anschlag, profitierte aber von den windbedingt noch schlechteren Schießleistungen der Weltspitze. Mit seiner bekannten Stärke in der Loipe sicherte er sich den Titel vor dem Kanadier Nathan Smith und seinem Bruder Tarjei. Mit 21 Jahren krönte er sich zum jüngsten Sprintweltmeister seit dem Sieg von Mark Kirchner 1990. Die hervorragende Ausgangsposition konnte Bø im Verfolgungsrennen nicht nutzen. Diesmal unterliefen ihm selbst zu viele Schießfehler – er traf nur zwölf von 20 Zielscheiben und musste sich abgeschlagen mit Rang 31 begnügen. Im Einzel dagegen schaffte er mit einem siebten Platz wieder den Sprung in die Top Ten und mit der norwegischen Staffel erkämpfte er sich die Silbermedaille hinter Deutschland. Gleich bei seinen ersten Weltmeisterschaften konnte Johannes Thingnes Bø somit einen kompletten Medaillensatz sein Eigen nennen.
Da er auch zur letzten Weltcupstation nach Chanty-Mansijsk reiste, verzichtete er auf eine Teilnahme an den unmittelbar anschließend Ende März in Sirdal ausgetragenen norwegischen Meisterschaften.

### Weltcupzweiter und Doppelweltmeister (2015/16)

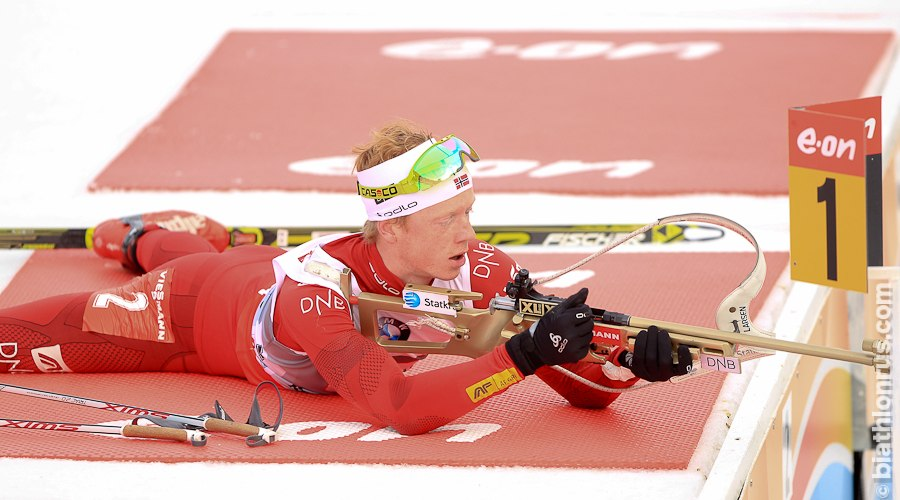
Johannes Thingnes Bø (2016)

Die Vorbereitung auf seine vierte Weltcupsaison verlief für Johannes Thingnes Bø ohne Beeinträchtigungen. Vom 21. bis 23. August 2015 startete er bei den norwegischen Sommerbiathlon-Meisterschaften in Os. Auf den Rollskiern erreichte er im Sprint bei zwei Schießfehlern nur einen zehnten Platz, konnte sich aber in der Verfolgung auf den vierten Rang vorkämpfen. Auch in den Trainingslagern zeigte er beständig gute Leistungen. Die letzten Übungswettkämpfe wurden im November in Sjusjøen abgehalten, wo er zusammen mit seinem Bruder dominierte.
Die Saison begann am 29. November 2015 im schwedischen Östersund mit der Single-Mixed-Staffel. In dieser kam Bø noch nicht zum Einsatz, um Doppelbelastungen zu vermeiden, da er später am Tag für die „normale“ Mixedstaffel gesetzt war. Dort bewies er an dritter Position laufend eine bemerkenswerte Frühform und konnte den Abstand auf die Konkurrenten schnell vergrößern. Letztlich gewann das Quartett überlegen, was für Bø seinen zwölften Weltcupsieg – den vierten mit der Staffel – bedeutete.
Insgesamt gelangen Bø in der Saison sieben Weltcupsiege und sechs weitere Podiumsplatzierungen. Mit 820 Punkten belegte er schließlich den zweiten Platz im Gesamtweltcup hinter Martin Fourcade. Zudem wurde er Dritter im Verfolgungsweltcup und konnte seinen dritten Platz im Sprintweltcup aus dem Winter 2013/14 wiederholen. Höhepunkt waren im März 2016 die Weltmeisterschaften in Oslo – der Hauptstadt seines Heimatlandes. Gleich im ersten Wettkampf sicherte er sich mit der norwegischen Mixed-Staffel die Bronzemedaille. Während er anschließend sowohl im Sprint, als auch in der Verfolgung und im Einzel jeweils nur den vierten Platz erreichte, siegte er am 12. März mit der Staffel vor dem deutschen Quartett. Nur einen Tag später zeigte er im Massenstart eine unerwartet gute Schießleistung und wurde nach einem Duell auf der letzten Runde mit 2,8 Sekunden Vorsprung auf Martin Fourcade Weltmeister. Den Schlussstrich unter den Winter setzte der Norweger mit einem zweiten Platz bei den Wettkämpfen von Chanty-Mansijsk, die Saison schloss er mit gut 330 Punkten Rückstand auf Fourcade als Zweiter ab.

### Drei weitere Weltcupsiege (2016/17)
Der Einstand in die Weltcupsaison 2016/17 gelang Bø nach Maß, in Östersund gewann er mit Marte Olsbu, Fanny Horn Birkeland und Ole Einar Bjørndalen die Mixedstaffel und wurde zudem Zweiter des Sprints. Im Allgemeinen verlief die Saison allerdings weniger erfolgreich als die vorherigen, was vor allem auf fehlende Konstanz am Schießstand zurückzuführen war. Zwar traf er über die Saison gesehen 89 % aller Scheiben, nur selten gelang ihm aber ein komplett fehlerfreier Wettkampf. Sinnbildlich dafür erreichte der Norweger erst nach dem Jahreswechsel in Antholz wieder ein Staffelpodest, zudem gewann er an selber Stelle den Massenstart. Nach seinen Titeln in den beiden Vorjahren erzielte Bø außerdem in Hochfilzen keinen erneuten Weltmeistertitel. Am knappsten verpasste er den Sieg beim Sprintrennen, als er auf der Schlussrunde einen zehnsekündigen Vorsprung gegenüber Benedikt Doll nicht über die Ziellinie bringen konnte. Seinen zweiten und letzten Einzelsieg des Winters erzielte Bø in seiner Heimat Oslo, als er den Sprint gewinnen konnte, mit der Männerstaffel war er kein einziges Mal siegreich. Die Saison beendete er trotz weniger Siege hinter Martin Fourcade und Anton Schipulin als Dritter der Gesamtwertung.

### Olympiasieger und erneut Gesamtzweiter (2017/18)

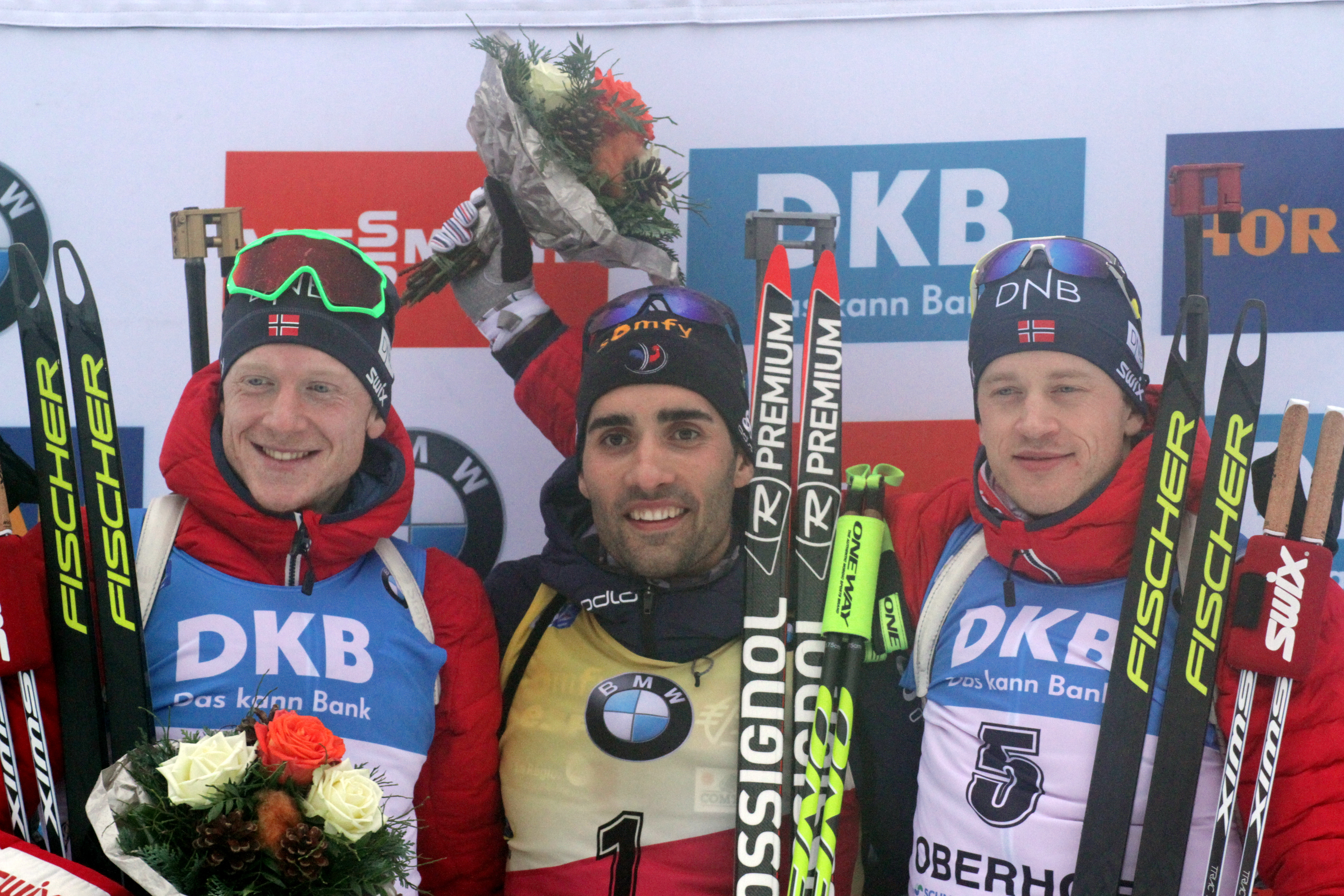
Bø mit Martin Fourcade und seinem Bruder Tarjei im Januar 2018 in Oberhof

Anders als im Vorwinter begann die Saison 2017/18 hervorragend für Bø. Bis zum Jahreswechsel stand er von neun teilgenommenen Rennen sechsmal ganz oben auf dem Siegerpodest. Diese Form hielt auch im Jahr 2018, mit Ausnahme des Massenstarts von Antholz bestieg er inklusive der Staffeln in jedem Rennen das Podium, davon war er bei vier Wettkämpfen in Ruhpolding und Antholz erneut siegreich.
Der Saisonhöhepunkt folgte mit den Olympischen Winterspielen in Pyeongchang. Dort gewann er am 15. Februar 2018 im Einzelrennen über 20 Kilometer die Goldmedaille vor Jakov Fak und Dominik Landertinger. Zuvor hatte er im Sprint lediglich den 31. und in der Verfolgung den 21. Platz belegt. Weitere Medaillen gab es in silberner Farbe hinter Schweden mit der Männerstaffel und hinter der Auswahl Frankreichs mit der Mixedstaffel. Die Wettkämpfe nach den Olympischen Spielen verliefen nicht mehr extrem erfolgreich für Bø, weshalb er seine zwischenzeitliche Gesamtführung an Martin Fourcade abgeben musste.

### Dominanz und erster Gesamtweltcupsieg (2018/19)

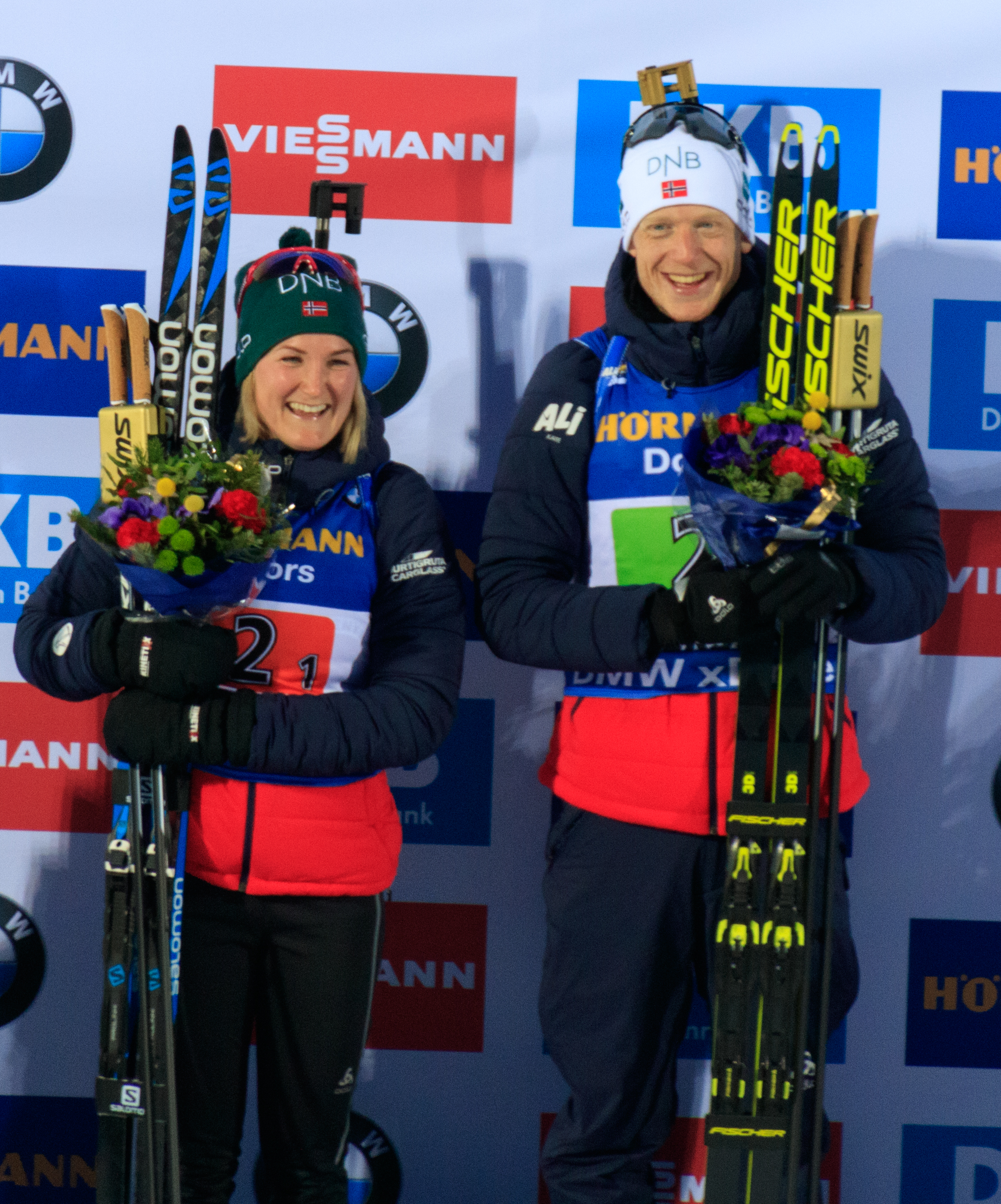
Bø und Marte Olsbu Røiseland nach dem Gewinn der Goldmedaille in der Single-Mixed-Staffel bei den Weltmeisterschaften 2019

Die Saison 2018/19 lief seit Anbeginn für Bø herausragend. Zu Beginn konnte der Seriensieger der vergangenen Jahre Martin Fourcade noch mit ihm mithalten, aber seit dem zweiten Rennen dominierte Bø den Weltcup bis zum Ende der Saison. Von den ersten acht Rennen konnte er sechs gewinnen, in Nové Město na Moravě gewann er alle drei Wettbewerbe im Sprint, Verfolgung und Massenstart. In Ruhpolding gewann er den Sprint und Massenstart, in Antholz triumphierte Bø in Sprint und Verfolgung. Im Einzel reichte ihm ein Sieg in Canmore um den Einzelweltcup zu gewinnen. Vom Sprint in Nové Město na Moravě bis zum verkürzten Einzel in Canmore stand er elfmal in Folge auf dem Podest und erzielte dabei neun Siege. Bei den Weltmeisterschaften im schwedischen Östersund wurde er Weltmeister im Sprint und holte Silber in der Verfolgung. Dazu kommen drei Goldmedaillen in allen drei Staffelwettbewerben. Bei der Verfolgung in Oslo, dem vorletzten Wettbewerb der Saison, stellte er mit seinem 15. Saisonsieg einen neuen Rekord auf und übertraf damit die Bestmarke von Martin Fourcade. Mit diesem Sieg gewann er auch den Verfolgungsweltcup, den Sprintweltcup konnte er mit 514 Punkten schon vor dem Saisonfinale für sich entscheiden. Beim abschließenden Massenstart der Saison machte er den Sieg-Hattrick in Oslo perfekt und holte seinen 16. Saisonsieg. Damit gewann er auch die Massenstartwertung und holte als dritter Athlet nach Raphaël Poirée und Martin Fourcade alle fünf Kristallkugeln in einer Saison. Bø erreichte in dieser Saison 1262 Punkte und stand insgesamt 19 Mal auf dem Podest, beide Werte wurden nur von Fourcade in der Saison 2016/17 überboten.

### Zweiter Gesamtweltcupsieg (2019/20)
In der Saison 2019/20 dominierte Bø zu Beginn erneut den Weltcup, von den ersten sechs Rennen konnte er vier für sich entscheiden. Danach ließ er die vier Rennen in Deutschland aus, da in dieser Zeit sein Sohn zur Welt kam. Seine Rückkehr erfolgte beim Einzel auf der slowenischen Hochebene Pokljuka, welches er gewann, auch in der Folge erzielte er weiterhin einige Siege und Podestplätze. Von den letzten fünf Rennen der Saison konnte Bø vier gewinnen und schaffte damit die Voraussetzungen für den erneuten Gewinn des Gesamtweltcups. Da die Wettkämpfe in Oslo aufgrund aufkommender Covideinschränkungen abgesagt wurden, fiel die Entscheidung bereits im Verfolgungsrennen von Kontiolahti. In diesem Rennen reichte ihm sein exakt erzielter vierter Platz, um Martin Fourcade mit zwei Punkten Vorsprung noch von der Spitze zu verdrängen. Zudem gewann er erneut den Massenstartweltcup und gewann in dieser Saison insgesamt zehn Einzelrennen. Bei den Weltmeisterschaften in Antholz war er besonders mit den Staffeln erfolgreich, hier gewann Bø in der Mixed- und Single-Mixed-Staffel jeweils Gold und mit der Herrenstaffel Silber. In den Einzelwettbewerben wurde er im Massenstart Weltmeister, in der Verfolgung und im Einzel holte er jeweils Silber.

### Dritter Gesamtweltcupsieg trotz neuer Konkurrenz (2020/21)
Auch mit dem Beginn des Winters 2020/21 zeigte Bø von Anfang an seine starke Form, fuhr aber im Saisonverlauf deutlich weniger Siege als im Vorjahr ein. Besonders auffällig war vom Start an die starke Gegenwehr seines neu in die Nationalmannschaft aufgenommenen Teamkollegen Sturla Holm Lægreid, der von Anfang an mit Bø auf Siegerpodesten stand und schließlich auch Teil der Staffelrennen wurde. Erfolgreich verliefen die Weltmeisterschaften 2021, mit Lægreid, Tarjei Bø und Vetle Sjåstad Christiansen gewann der Norweger überlegen Staffelgold, außerdem war er mit der Mixedstaffel um Lægreid, Tiril Eckhoff und Marte Olsbu Røiseland siegreich. Bestes Ergebnis in einem Einzelrennen war der dritte Rang im Verfolger, wobei er im Schlusssprint gegen Sebastian Samuelsson das Nachsehen hatte. Auch weil Bø im Nachhinein der WM bei keinem Einzelrennen mehr siegreich war, verkürzte Sturla Holm Lægreid den Abstand kontinuierlich. So kam es wie im Vorjahr zur Entscheidung beim letzten Wettkampf, Bø wurde Dritter und gewann die Gesamtwertung mit 13 Punkten Vorsprung auf seinen Landsmann.

### Viermaliger Olympiasieg und vorzeitiges Saisonende (2021/22)
Eher überraschend kam die Tatsache, dass Bø vor allem zu Beginn der Saison 2021/22 läuferisch nicht zu den besten fünf Athleten gehörte und auch mit einigen seiner Teamkollegen nicht mithalten konnte. So erzielte er bis zum Saisonhöhepunkt in den Einzelrennen lediglich einen Sieg in Le Grand-Bornand und zwei weitere Podestplätze, während er die Staffelrennen, stets an dritter Stelle laufend, durchgehend siegreich beendete. Im Gegensatz zum Weltcup war er bei den Olympischen Spielen extrem erfolgreich und wurde zum erfolgreichsten männlichen Athleten der gesamten Spiele. Bø gewann die Goldmedaillen im Sprint, mit der Herrenstaffel, der Mixedstaffel und im abschließenden Massenstart, dazu gab es Bronze im Einzel und Rang 5 im Verfolgungsrennen. Im Nachhinein der Spiele gab der Norweger allerdings bekannt, die Saison mit sofortiger Wirkung zu beenden, da „seit den letzten Spielen 2018 kein Platz für eine längere Pause war“ und um „für die nächsten vier Jahre (…) bestens gerüstet und hochmotiviert zu sein“.

### Wiedererstarkter Seriensieger und vierter Gesamtweltcup (2022/23)

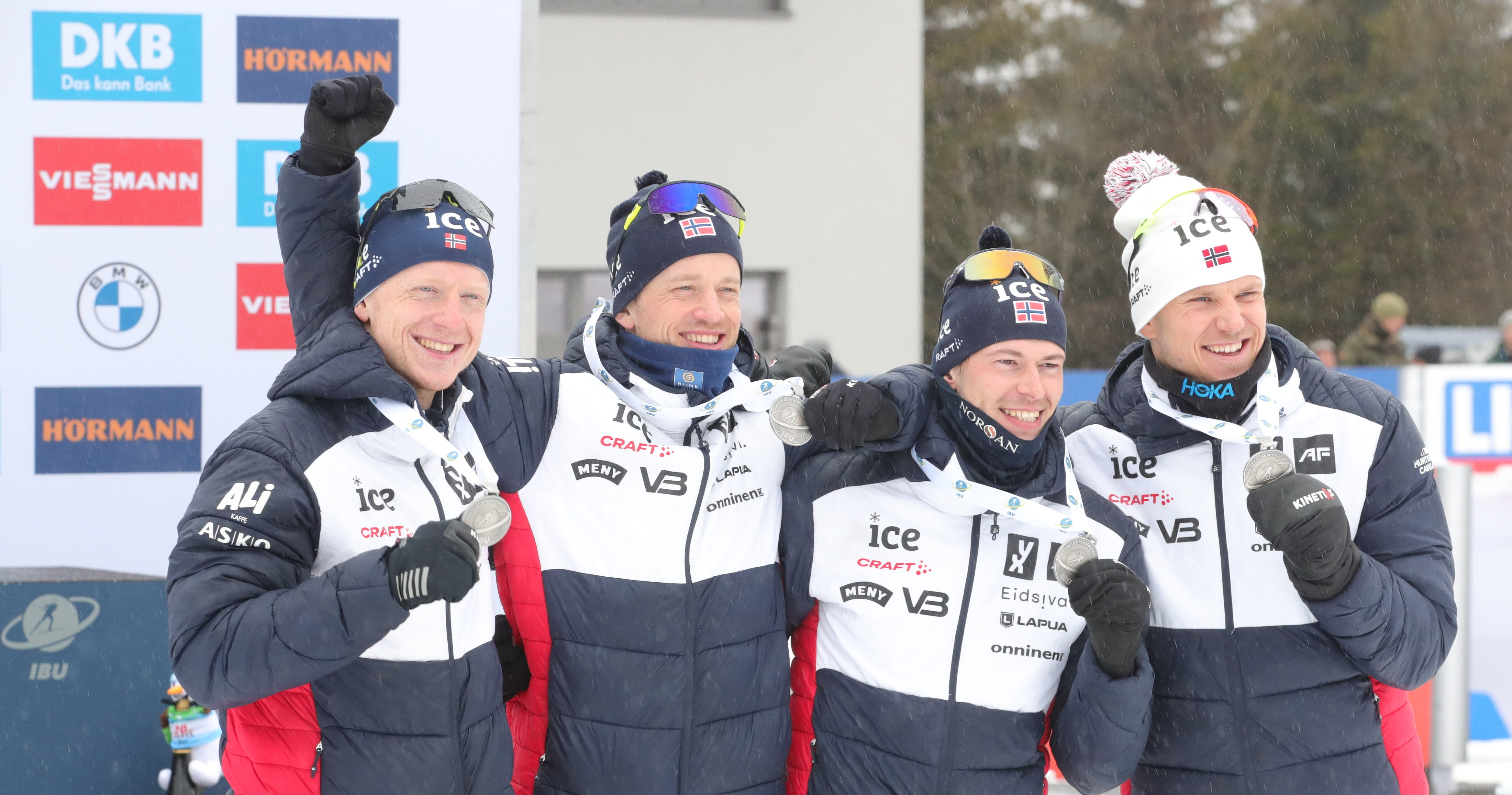
Johannes und Tarjei Bø, Sturla Holm Lægreid sowie Vetle Sjåstad Christiansen mit Staffelsilber, 2023 in Oberhof

Bereits im Voraus der Saison 2022/23 wurde von verschiedenen Quellen Bø eine herausragende Form bescheinigt. Dies zeigte er schließlich auch von Anfang an, mit Ausnahme des saisoneröffnenden Einzels gewann er in Kontiolahti und Hochfilzen jeden Wettkampf teils überlegen. In Le Grand-Bornand fügte der Norweger noch einen Sprintsieg und zwei dritte Plätze hinzu, womit er nach dem ersten Trimester die Gesamtwertung anführte. Auch nach dem Jahreswechsel schien Bø unbesiegbar. Dank seiner uneinholbaren Laufleistungen, aber auch des sehr konstanten Schießens – am Saisonende resultierten 88 % – siegte er im Januar in jedem Einzelrennen, wobei der knappste Vorsprung 9,9 Sekunden im Einzel von Ruhpolding waren. Bei den Weltmeisterschaften in Oberhof krönte er sich weiterhin zum mit Abstand erfolgreichsten Athleten, bis auf den Massenstart und die Herrenstaffel gewann er in jedem Wettkampf die Goldmedaille, womit er sich den alleinigen Rekord sicherte. Nachdem er in Nové Město erneut siegreich war, ließ der Norweger aufgrund einer leichten Coronaerkrankung wie auch sein Bruder Tarjei und Sturla Holm Lægreid die Woche in Östersund aus, womit er den Kampf um den Gewinn der Einzel- und der Massenstartwertung verlor. Durch das Nichtteilnehmen Lægreids hatte er allerdings schon zu diesem Zeitpunkt die große Kristallkugel sicher. Mit dem Sieg beim Sprintwettkampf in Oslo am Saisonende übernahm Bø einen weiteren Rekord, inklusive der WM-Rennen entschied er damit 17 Individualbewerbe für sich. Auch Verfolger und Massenstart entschied der Norweger in seinem Heimatland für sich, am Ende resultierte zum vierten Mal der Gewinn der großen Kristallkugel sowie der makellose Sieg in Sprint- und Verfolgungswertung. Weiterhin war er mit Ausnahme des WM-Wettkampfes in jedem Staffelrennen im Weltcup siegreich, nach Saisonende krönte er sich noch zum norwegischen Meister im Massenstart.

### Karriereende

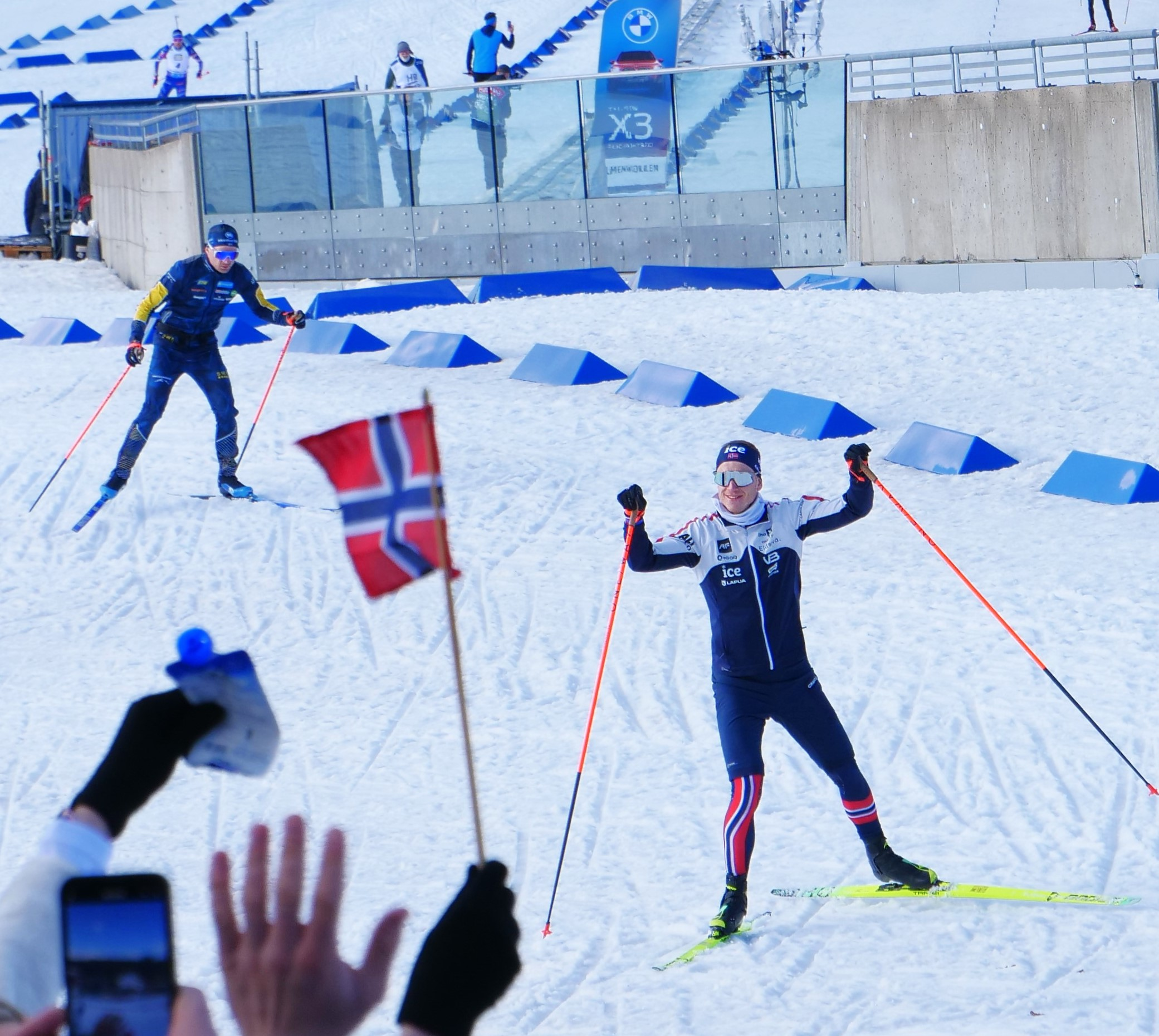
Johannes Thingnes Bø grüßt das Publikum auf dem Holmenkollen-Haugen vor seinem letzten Wettbewerb am 23. März 2025

Am 18. Januar 2025 erklärte Johannes Thingnes Bø auf einer Pressekonferenz überraschend, seine Karriere nach der Saison 2024/25 aus familiären Gründen beenden zu wollen. Er wolle mehr Zeit mit seiner Familie verbringen. Insbesondere die Vorbereitung auf die Olympischen Spiele verlange ihm und seinen Mitmenschen zu viel ab. Seine letzten Auftritte hatte er im März 2025 bei den Weltcuprennen am Holmenkollen in Oslo absolviert. Beim Massenstart war er am 23. März letztmals im Einsatz, leistete sich vier Fehler und wurde Siebenter.

## Auszeichnungen und Ehrungen
Im Alter von 18 Jahren wurde Johannes Thingnes Bø am 22. Januar 2012 mit dem Karolineprisen die erste größere Ehrung zuteil. Diese Auszeichnung gilt als renommiertester Nachwuchspreis Norwegens und wird Schülern weiterführender Schulen zugesprochen, die sich entweder im Sport, in der Musik oder in der Kunst außergewöhnlich hervorgetan haben und gleichzeitig sehr gute schulische Leistungen vorweisen können.
Am 23. Dezember 2013 gab die Jury der seit 2002 jährlich ausgerichteten Idrettsgallaen (de.: Sportgala) Bøs Nominierung in der Kategorie „Durchbruch des Jahres“ bekannt. Seine dortigen Konkurrenten um den Preis waren Tiril Sjåstad Christiansen (Freestyle-Skiing), Caroline Graham Hansen (Fußball), Tom Beier Jensen (Sportschießen), Henrik Kristoffersen (Ski Alpin) sowie Are Strandli/Kristoffer Brun (Rudern). Organisiert wird diese Gala als Kooperation vom Norges idrettsforbund og olympiske og paralympiske komité, Norsk rikskringkasting, Norges Fotballforbund und von Norsk Tipping, der offiziellen Lotterie des Landes. Bei der Verleihung am 4. Januar 2014 im Oslo Spektrum erkannte man Bø den Preis zu. Sein Bruder Tarjei hatte die gleiche Auszeichnung 2011 entgegennehmen können.
Anmerkung: Die Auszeichnungen im Rahmen der Idrettsgallaen sind nicht zu verwechseln mit der Ehrung als Norwegens Sportler des Jahres.
Im Oktober 2019 bekam er vom European Fair Play Movement den Fair Play Preis für das Melden seines eigenen Regelverstoßes beim Biathlonrennen am 16. Februar 2019 in Soldier Hollow verliehen. Bei dem Verfolgungsrennen hatte er nur vier seiner fünf Schüsse abgegeben, was laut Regeln nicht erlaubt ist. Diesen Regelverstoß meldete er selbst wofür er disqualifiziert wurde. Das kostete ihn seine gewonnenen Weltcuppunkte und Preisgeld.

## Stil
In seiner gesamten Karriere fällt Johannes Thingnes Bø als äußerst athletischer Sportler auf. Bemerkenswert war in seinen ersten Jahren ein sehr deutliches Leistungsgefälle zwischen den zwei Disziplinen des Biathlon. Im Schießen belegte er bis 2019 mit 83 Prozent durchschnittlicher Trefferquote seit seinem Weltcupdebüt im Januar 2013 einen Platz im oberen Mittelfeld der Konkurrenz. Seine Quote von 89 Prozent im liegenden Anschlag ist dabei zwar vergleichbar mit den Leistungen der weltbesten Schützen unter den Biathleten, ein Mittel von lediglich 75 Prozent im stehenden Anschlag bedeutete allerdings nur eine Platzierung auf den mittleren bis hinteren Rängen des Starterfeldes. Über die Jahre gesehen verbesserte sich Bø allerdings stetig, seine bisher höchste Quote im Stehendanschlag erzielte er im Winter 2019/20, wo er 89 % aller Scheiben traf.
Bøs signifikant stärkere Disziplin ist der Skilanglauf, was sich unter anderem daran zeigt, dass er in seiner Jugend mehrere Spezialrennen auch in dieser Sportart gewann. Mit seinen Laufleistungen schafft er es oft, die teilweise fehlende Konstanz beim Schießen zumindest annähernd auszugleichen. Seine besondere Stärke war dabei in seinen frühen Jahren die Schlussrunde, während der es ihm regelmäßig gelang, effektiv letzte Kraftreserven zu mobilisieren und auch aus dem Mittelfeld heraus noch auf vordere Plätze zu laufen. Diese Stärke hielt er allerdings in den letzten Jahren nicht immer, oftmals versuchte er schon in der ersten Runde das Starterfeld zu dominieren. Entsprechend dieser Leistungsverteilung ist Bø bislang in Sprintrennen am erfolgreichsten: Die zu laufenden zehn Kilometer werden nur durch zwei Schießeinlagen unterbrochen und kommen somit guten Läufern, die das Rennen in der Loipe für sich entscheiden können, entgegen.

## Statistik

### Weltcup

#### Weltcupsiege
| Nr. | Datum         | Ort                  | Disziplin             |
| --- | ------------- | -------------------- | --------------------- |
| 1.  | 14. Dez. 2013 | Le Grand-Bornand     | Sprint (10 km)        |
| 2.  | 15. Dez. 2013 | Le Grand-Bornand     | Verfolgung (12,5 km)  |
| 3.  | 13. März 2014 | Kontiolahti          | Sprint (10 km)        |
| 4.  | 15. März 2014 | Kontiolahti          | Sprint (10 km)        |
| 5.  | 16. März 2014 | Kontiolahti          | Verfolgung (12,5 km)  |
| 6.  | 12. Dez. 2014 | Hochfilzen           | Sprint (10 km)        |
| 7.  | 17. Jan. 2015 | Ruhpolding           | Sprint (10 km)        |
| 8.  | 7. März 2015  | Kontiolahti (WM)     | Sprint (10 km)        |
| 9.  | 8. Jan. 2016  | Ruhpolding           | Sprint (10 km)        |
| 10. | 11. Feb. 2016 | Presque Isle         | Sprint (10 km)        |
| 11. | 13. März 2016 | Oslo (WM)            | Massenstart (15 km)   |
| 12. | 22. Jan. 2017 | Antholz              | Massenstart (15 km)   |
| 13. | 17. März 2017 | Oslo                 | Sprint (10 km)        |
| 14. | 30. Nov. 2017 | Östersund            | Einzel (20 km)        |
| 15. | 8. Dez. 2017  | Hochfilzen           | Sprint (10 km)        |
| 16. | 9. Dez. 2017  | Hochfilzen           | Verfolgung (12,5 km)  |
| 17. | 15. Dez. 2017 | Le Grand-Bornand     | Sprint (10 km)        |
| 18. | 16. Dez. 2017 | Le Grand-Bornand     | Verfolgung (12,5 km)  |
| 19. | 14. Jan. 2018 | Ruhpolding           | Massenstart (15 km)   |
| 20. | 19. Jan. 2018 | Antholz              | Sprint (10 km)        |
| 21. | 20. Jan. 2018 | Antholz              | Verfolgung (12,5 km)  |
| 22. | 7. Dez. 2018  | Pokljuka             | Sprint (10 km)        |
| 23. | 9. Dez. 2018  | Pokljuka             | Verfolgung (12,5 km)  |
| 24. | 14. Dez. 2018 | Hochfilzen           | Sprint (10 km)        |
| 25. | 20. Dez. 2018 | Nové Město na Moravě | Sprint (10 km)        |
| 26. | 22. Dez. 2018 | Nové Město na Moravě | Verfolgung (12,5 km)  |
| 27. | 23. Dez. 2018 | Nové Město na Moravě | Massenstart (15 km)   |
| 28. | 12. Jan. 2019 | Oberhof              | Verfolgung (12,5 km)  |
| 29. | 17. Jan. 2019 | Ruhpolding           | Sprint (10 km)        |
| 30. | 20. Jan. 2019 | Ruhpolding           | Massenstart (15 km)   |
| 31. | 25. Jan. 2019 | Antholz              | Sprint (10 km)        |
| 32. | 26. Jan. 2019 | Antholz              | Verfolgung (12,5 km)  |
| 33. | 7. Feb. 2019  | Canmore              | Kurzes Einzel (15 km) |
| 34. | 9. März 2019  | Östersund (WM)       | Sprint (10 km)        |
| 35. | 22. März 2019 | Oslo                 | Sprint (10 km)        |
| 36. | 23. März 2019 | Oslo                 | Verfolgung (12,5 km)  |
| 37. | 24. März 2019 | Oslo                 | Massenstart (15 km)   |
| 38. | 1. Dez. 2019  | Östersund            | Sprint (10 km)        |
| 39. | 13. Dez. 2019 | Hochfilzen           | Sprint (10 km)        |
| 40. | 14. Dez. 2019 | Hochfilzen           | Verfolgung (12,5 km)  |
| 41. | 21. Dez. 2019 | Le Grand-Bornand     | Verfolgung (12,5 km)  |
| 42. | 22. Dez. 2019 | Le Grand-Bornand     | Massenstart (15 km)   |
| 43. | 23. Jan. 2020 | Pokljuka             | Einzel (20 km)        |
| 44. | 23. Feb. 2020 | Antholz (WM)         | Massenstart (15 km)   |
| 45. | 6. März 2020  | Nové Město na Moravě | Sprint (10 km)        |
| 46. | 8. März 2020  | Nové Město na Moravě | Massenstart (15 km)   |
| 47. | 12. März 2020 | Kontiolahti          | Sprint (10 km)        |
| 48. | 29. Nov. 2020 | Kontiolahti          | Sprint (10 km)        |
| 49. | 8. Jan. 2021  | Oberhof              | Sprint (10 km)        |
| 50. | 13. Jan. 2021 | Oberhof              | Sprint (10 km)        |
| 51. | 24. Jan. 2021 | Antholz              | Massenstart (15 km)   |
| 52. | 17. Dez. 2021 | Le Grand-Bornand     | Sprint (10 km)        |
| 53. | 3. Dez. 2022  | Kontiolahti          | Sprint (10 km)        |
| 54. | 4. Dez. 2022  | Kontiolahti          | Verfolgung (12,5 km)  |
| 55. | 9. Dez. 2022  | Hochfilzen           | Sprint (10 km)        |
| 56. | 11. Dez. 2022 | Hochfilzen           | Verfolgung (12,5 km)  |
| 57. | 15. Dez. 2022 | Le Grand-Bornand     | Sprint (10 km)        |
| 58. | 6. Jan. 2023  | Pokljuka             | Sprint (10 km)        |
| 59. | 7. Jan. 2023  | Pokljuka             | Verfolgung (12,5 km)  |
| 60. | 15. Jan. 2023 | Ruhpolding           | Einzel (20 km)        |
| 61. | 15. Jan. 2023 | Ruhpolding           | Massenstart (15 km)   |
| 62. | 20. Jan. 2023 | Antholz              | Sprint (10 km)        |
| 63. | 21. Jan. 2023 | Antholz              | Verfolgung (12,5 km)  |
| 64. | 2. März 2023  | Nové Město na Moravě | Sprint (10 km)        |
| 65. | 4. März 2023  | Nové Město na Moravě | Verfolgung (12,5 km)  |
| 66. | 16. März 2023 | Oslo                 | Sprint (10 km)        |
| 67. | 18. März 2023 | Oslo                 | Verfolgung (12,5 km)  |
| 68. | 19. März 2023 | Oslo                 | Massenstart (15 km)   |
| 69. | 9. Dez. 2023  | Hochfilzen           | Verfolgung (12,5 km)  |
| 70. | 16. Dez. 2023 | Lenzerheide          | Verfolgung (12,5 km)  |
| 71. | 17. Dez. 2023 | Lenzerheide          | Massenstart (15 km)   |
| 72. | 18. Jan. 2024 | Antholz              | Kurzes Einzel (15 km) |
| 73. | 10. März 2024 | Soldier Hollow       | Verfolgung (12,5 km)  |
| 74. | 15. März 2024 | Canmore              | Sprint (10 km)        |
| 75. | 16. März 2024 | Canmore              | Verfolgung (12,5 km)  |
| 76. | 17. März 2024 | Canmore              | Massenstart (15 km)   |
| 77. | 13. Dez. 2024 | Hochfilzen           | Sprint (10 km)        |
| 78. | 14. Dez. 2024 | Hochfilzen           | Verfolgung (12,5 km)  |
| 79. | 21. Dez. 2024 | Le Grand Bornand     | Verfolgung (12,5 km)  |
| 80. | 21. März 2025 | Oslo                 | Sprint (10 km)        |

| Nr. | Datum         | Ort                  | Disziplin                                |
| --- | ------------- | -------------------- | ---------------------------------------- |
| 1.  | 15. Jan. 2015 | Ruhpolding           | Staffel (4 × 7,5 km) 1                   |
| 2.  | 25. Jan. 2015 | Antholz              | Staffel (4 × 7,5 km) 2                   |
| 3.  | 6. Feb. 2015  | Nové Město na Moravě | Mixed-Staffel (2 × 6 km + 2 × 7,5 km) 3  |
| 4.  | 29. Nov. 2015 | Östersund            | Mixed-Staffel (2 × 6 km + 2 × 7,5 km) 3  |
| 5.  | 15. Jan. 2016 | Ruhpolding           | Staffel (4 × 7,5 km) 2                   |
| 6.  | 13. Feb. 2016 | Presque Isle         | Staffel (4 × 7,5 km) 4                   |
| 7.  | 12. März 2016 | Oslo (WM)            | Staffel (4 × 7,5 km) 2                   |
| 8.  | 27. Nov. 2016 | Östersund            | Mixed-Staffel (2 × 6 km + 2 × 7,5 km) 5  |
| 9.  | 26. Nov. 2017 | Östersund            | Mixed-Staffel (2 × 6 km + 2 × 7,5 km) 6  |
| 10. | 12. Jan. 2018 | Ruhpolding           | Staffel (4 × 7,5 km) 7                   |
| 11. | 18. März 2018 | Oslo                 | Staffel (4 × 7,5 km) 8                   |
| 12. | 18. Jan. 2019 | Ruhpolding           | Staffel (4 × 7,5 km) 9                   |
| 13. | 8. Feb. 2019  | Canmore              | Staffel (4 × 7,5 km) 10                  |
| 14. | 7. März 2019  | Östersund (WM)       | Mixed-Staffel (2 × 7,5 km + 2 × 6 km) 11 |
| 15. | 14. März 2019 | Östersund (WM)       | Single-Mixed-Staffel (6 km + 7,5 km) 12  |
| 16. | 16. Feb. 2019 | Östersund (WM)       | Staffel (4 × 7,5 km) 9                   |
| 17. | 7. Dez. 2019  | Östersund            | Staffel (4 × 7,5 km) 13                  |
| 18. | 15. Dez. 2019 | Hochfilzen           | Staffel (4 × 7,5 km) 13                  |
| 19. | 13. Feb. 2020 | Antholz (WM)         | Mixed-Staffel (4 × 6 km) 14              |
| 20. | 20. Feb. 2020 | Antholz (WM)         | Single-Mixed-Staffel (6 km + 7,5 km) 12  |
| 21. | 7. März 2020  | Nové Město na Moravě | Staffel (4 × 7,5 km) 15                  |
| 22. | 6. Dez. 2020  | Kontiolahti          | Staffel (4 × 7,5 km) 16                  |
| 23. | 10. Feb. 2021 | Pokljuka (WM)        | Mixed-Staffel (4 × 7,5 km) 17            |
| 24. | 20. Feb. 2021 | Pokljuka (WM)        | Staffel (4 × 7,5 km) 16                  |
| 25. | 14. März 2021 | Nové Město na Moravě | Mixed-Staffel (4 × 7,5 km) 14            |
| 26. | 4. Dez. 2021  | Östersund            | Staffel (4 × 7,5 km) 18                  |
| 27. | 12. Dez. 2021 | Hochfilzen           | Staffel (4 × 7,5 km) 16                  |
| 28. | 8. Jan. 2022  | Oberhof              | Mixed-Staffel (4 × 6 km) 19              |
| 29. | 23. Jan. 2022 | Antholz              | Staffel (4 × 7,5 km) 16                  |
| 30. | 1. Dez. 2022  | Kontiolahti          | Staffel (4 × 7,5 km) 16                  |
| 31. | 10. Dez. 2022 | Hochfilzen           | Staffel (4 × 7,5 km) 20                  |
| 32. | 13. Jan. 2023 | Ruhpolding           | Staffel (4 × 7,5 km) 16                  |
| 33. | 22. Jan. 2023 | Antholz              | Staffel (4 × 7,5 km) 16                  |
| 34. | 30. Nov. 2023 | Östersund            | Staffel (4 × 7,5 km) 21                  |
| 35. | 10. Dez. 2023 | Hochfilzen           | Staffel (4 × 7,5 km) 16                  |
| 36. | 7. Jan. 2024  | Oberhof              | Staffel (4 × 7,5 km) 22                  |
| 37. | 20. Jan. 2024 | Antholz              | Mixed-Staffel (4 × 6 km) 23              |
| 38. | 8. März 2024  | Soldier Hollow       | Staffel (4 × 7,5 km) 16                  |

#### Platzierungen
Die Tabelle zeigt alle Platzierungen (je nach Austragungsjahr einschließlich Olympische Spiele und Weltmeisterschaften).
- 1.–3. Platz: Anzahl der Podiumsplatzierungen
- Top 10: Anzahl der Platzierungen unter den ersten zehn (einschließlich Podium)
- Punkteränge: Anzahl der Platzierungen innerhalb der Punkteränge (einschließlich Podium und Top 10)
- Starts: Anzahl gelaufener Rennen in der jeweiligen Disziplin
- Staffel: inklusive Mixed- und Single-Mixed-Staffeln

| Platzierung                 | Einzel | Sprint | Verfolgung | Massenstart | Staffel | Gesamt |
| --------------------------- | ------ | ------ | ---------- | ----------- | ------- | ------ |
| 1. Platz                    | 5      | 37     | 24         | 14          | 38      | 118    |
| 2. Platz                    | 4      | 6      | 11         | 4           | 15      | 40     |
| 3. Platz                    | 2      | 5      | 9          | 6           | 9       | 31     |
| Top 10                      | 26     | 73     | 63         | 38          | 72      | 272    |
| Punkteränge                 | 31     | 92     | 79         | 48          | 72      | 322    |
| Starts                      | 33     | 94     | 79         | 48          | 72      | 326    |
| Stand: Saisonende 2024/2025 |        |        |            |             |         |        |

| Saison 1 | Einzel | Einzel | Sprint | Sprint | Verfolgung | Verfolgung | Massenstart | Massenstart | Gesamt | Gesamt |
| Saison 1 | Punkte | Platz  | Punkte | Platz  | Punkte     | Platz      | Punkte      | Platz       | Punkte | Platz  |
| -------- | ------ | ------ | ------ | ------ | ---------- | ---------- | ----------- | ----------- | ------ | ------ |
| 2012/13  | —      | —      | 038    | 61.    | 037        | 49.        | —           | —           | 075    | 059.   |
| 2013/14  | 048    | 13.    | 277    | 03.    | 224        | 05.        | 082         | 10.         | 0631   | 03.    |
| 2014/15  | 108    | 05.    | 330    | 05.    | 146        | 15.        | 144         | 09.         | 0728   | 05.    |
| 2015/16  | 090    | 05.    | 298    | 03.    | 278        | 03.        | 154         | 04.         | 0820   | 02.    |
| 2016/17  | 115    | 03.    | 269    | 05.    | 278        | 04.        | 150         | 06.         | 0812   | 03.    |
| 2017/18  | 108    | 01.    | 382    | 02.    | 364        | 02.        | 222         | 02.         | 1027   | 02.    |
| 2018/19  | 128    | 01.    | 514    | 01.    | 386        | 01.        | 262         | 01.         | 1262   | 01.    |
| 2019/20  | 145    | 02.    | 323    | 03.    | 217        | 04.        | 228         | 01.         | 913    | 01.    |
| 2020/21  | 94     | 02.    | 359.   | 01     | 306        | 02.        | 180         | 02.         | 1052   | 01.    |
| 2021/22  | 83     | 04.    | 165    | 20.    | 117        | 22.        | 75          | 22.         | 440    | 13.    |
| 2022/23  | 119    | 07.    | 630    | 01.    | 600        | 01.        | 240         | 02.         | 1589   | 01.    |
| 2023/24  | 195    | 01.    | 324    | 02.    | 491        | 01.        | 252         | 01.         | 1262   | 01.    |

| Saison 1 | Rennen  | Schießleistungen | Schießleistungen | Platzierungen | Platzierungen | Platzierungen | Gesamt-Weltcup | Gesamt-Weltcup | Gesamt-Weltcup |
| Saison 1 | Rennen  | Treffer/Schüsse  | Trefferquote     | 1. – 2. – 3.  | Top Ten       | Punkte        | Punkte         | Platz          |                |
| -------- | ------- | ---------------- | ---------------- | ------------- | ------------- | ------------- | -------------- | -------------- | -------------- |
| 2012/13  | 08 (34) | 097/118          | 82,2 %           | 00 – 0 – 0    | 02            | 07            | 075            | 59.            |                |
| 2013/14  | 20 (28) | 257/317          | 81,1 %           | 05 – 0 – 0    | 12            | 20            | 631            | 03.            |                |
| 2014/15  | 32 (35) | 403/475          | 84,8 %           | 06 – 2 – 2    | 23            | 31            | 728            | 05.            |                |
| 2015/16  | 29 (35) | 376/440          | 85,4 %           | 07 – 3 – 3    | 22            | 28            | 820            | 02.            |                |
| 2016/17  | 26 (36) | 362/408          | 88,7 %           | 03 – 6 – 1    | 21            | 26            | 812            | 03.            |                |
| 2017/18  | 26 (30) | 366/421          | 86,9 %           | 11 – 4 – 5    | 22            | 26            | 1027           | 02.            |                |
| 2018/19  | 32 (36) | 421/502          | 83,9 %           | 21 – 3 – 1    | 31            | 32            | 1262           | 01.            |                |
| 2019/20  | 25 (33) | 348/388          | 89,7 %           | 15 – 5 – 1    | 25            | 25            | 913            | 01.            |                |
| 2020/21  | 36 (38) | 358/420          | 85,2 %           | 7 – 8 – 8     | 35            | 36            | 1052           | 01.            |                |
| 2021/22  | 17 (31) | 224/262          | 85,5 %           | 5 – 1 – 1     | 12            | 17            | 440            | 13.            |                |
| 2022/23  | 23 (30) | 421/476          | 88,4 %           | 20 – 0 – 2    | 22            | 23            | 1589           | 01.            |                |

| Datum            | Austragungsort  | Disziplin            | Platzierung | Schießfehler 1 | Rückstand     |
| ---------------- | --------------- | -------------------- | ----------- | -------------- | ------------- |
| 20. Januar 2013  | Antholz         | Staffel (4 × 7,5 km) | 10.         | 0(2) + 1(3)    | + 02:51,5 min |
| 28. Februar 2013 | Oslo            | Sprint (10 km)       | 28.         | 0 + 1          | + 01:39,0 min |
| 2. März 2013     | Oslo            | Verfolgung (12,5 km) | 25.         | 2 + 1 + 0 + 2  | + 03:01,0 min |
| 7. März 2013     | Sotschi         | Einzel (20 km)       | 68.         | 0 + 1 + 0 + 3  | + 07:13,8 min |
| 9. März 2013     | Sotschi         | Sprint (10 km)       | 20.         | 0 + 0          | + 01:30,2 min |
| 10. März 2013    | Sotschi         | Staffel (4 × 7,5 km) | 4.          | 0(0) + 1(3)    | + 00:50,7 min |
| 15. März 2013    | Chanty-Mansijsk | Sprint (10 km)       | 37.         | 0 + 1          | + 01:52,0 min |
| 16. März 2013    | Chanty-Mansijsk | Verfolgung (12,5 km) | 20.         | 0 + 0 + 0 + 0  | + 02:01,5 min |

| Datum             | Austragungsort   | Disziplin            | Platzierung | Schießfehler 2 | Rückstand     |
| ----------------- | ---------------- | -------------------- | ----------- | -------------- | ------------- |
| 28. November 2013 | Östersund        | Einzel (20 km)       | 27.         | 1 + 1 + 0 + 2  | + 04:50,4 min |
| 30. November 2013 | Östersund        | Sprint (10 km)       | 9.          | 1 + 1          | + 00:55,2 min |
| 13. Dezember 2013 | Le Grand-Bornand | Staffel (4 × 7,5 km) | 5.          | 0(0) + 0(3)    | + 00:32,2 min |
| 14. Dezember 2013 | Le Grand-Bornand | Sprint (10 km)       | 1.          | 0 + 0          |               |
| 15. Dezember 2013 | Le Grand-Bornand | Verfolgung (12,5 km) | 1.          | 0 + 1 + 0 + 0  |               |
| 3. Januar 2014    | Oberhof          | Sprint (10 km)       | 10.         | 2 + 1          | + 00:49,7 min |
| 4. Januar 2014    | Oberhof          | Verfolgung (12,5 km) | 6.          | 1 + 0 + 1 + 2  | + 01:28,6 min |
| 5. Januar 2014    | Oberhof          | Massenstart (15 km)  | 18.         | 1 + 1 + 3 + 0  | + 01:27,4 min |
| 9. Januar 2014    | Ruhpolding       | Staffel (4 × 7,5 km) | 9.          | 3(3) + 0(1)    | + 02:02,9 min |
| 11. Januar 2014   | Ruhpolding       | Einzel (20 km)       | 8.          | 0 + 1 + 1 + 0  | + 01:05,1 min |
| 12. Januar 2014   | Ruhpolding       | Verfolgung (12,5 km) | 18.         | 1 + 1 + 1 + 3  | + 01:18,2 min |
| 6. März 2014      | Pokljuka         | Sprint (10 km)       | 30.         | 1 + 1          | + 01:44,7 min |
| 8. März 2014      | Pokljuka         | Verfolgung (12,5 km) | 27.         | 2 + 0 + 2 + 1  | + 03:25,8 min |
| 9. März 2014      | Pokljuka         | Massenstart (15 km)  | 5.          | 0 + 1 + 1 + 0  | + 00:42,0 min |
| 13. März 2014     | Kontiolahti      | Sprint (10 km)       | 1.          | 0 + 0          |               |
| 15. März 2014     | Kontiolahti      | Sprint (10 km)       | 1.          | 0 + 0          |               |
| 16. März 2014     | Kontiolahti      | Verfolgung (12,5 km) | 1.          | 0 + 0 + 1 + 4  |               |
| 20. März 2014     | Oslo             | Sprint (10 km)       | 18.         | 1 + 1          | + 01:02,3 min |
| 22. März 2014     | Oslo             | Verfolgung (12,5 km) | 12.         | 0 + 1 + 1 + 1  | + 01:20,7 min |
| 23. März 2014     | Oslo             | Massenstart (15 km)  | 22.         | 0 + 1 + 3 + 0  | + 01:52,5 min |

| Datum             | Austragungsort       | Disziplin                          | Platzierung | Schießfehler 1 | Rückstand     |
| ----------------- | -------------------- | ---------------------------------- | ----------- | -------------- | ------------- |
| 3. Dezember 2014  | Östersund            | Einzel (20 km)                     | 8.          | 0 + 2 + 1 + 1  | + 02:51,3 min |
| 6. Dezember 2014  | Östersund            | Sprint (10 km)                     | 40.         | 2 + 2          | + 02:04,1 min |
| 7. Dezember 2014  | Östersund            | Verfolgung (12,5 km)               | 30.         | 0 + 0 + 2 + 3  | + 02:31,1 min |
| 12. Dezember 2014 | Hochfilzen           | Sprint (10 km)                     | 1.          | 0 + 0          |               |
| 13. Dezember 2014 | Hochfilzen           | Staffel (4 × 7,5 km)               | 3.          | 0(1) + 0(0)    | + 00:27,9 min |
| 14. Dezember 2014 | Hochfilzen           | Verfolgung (12,5 km)               | 4.          | 0 + 0 + 2 + 0  | + 00:16,2 min |
| 19. Dezember 2014 | Pokljuka             | Sprint (10 km)                     | 10.         | 0 + 2          | + 00:46,7 min |
| 20. Dezember 2014 | Pokljuka             | Verfolgung (12,5 km)               | 8.          | 0 + 1 + 3 + 0  | + 01:20,2 min |
| 21. Dezember 2014 | Pokljuka             | Massenstart (15 km)                | 23.         | 2 + 2 + 0 + 3  | + 01:54,2 min |
| 8. Januar 2015    | Oberhof              | Staffel (4 × 7,5 km)               | 2.          | 0(0) + 1(3)    | + 00:02,3 min |
| 10. Januar 2015   | Oberhof              | Sprint (10 km)                     | 4.          | 0 + 2          | + 00:18,2 min |
| 11. Januar 2015   | Oberhof              | Massenstart (15 km)                | 14.         | 2 + 1 + 3 + 1  | + 01:40,1 min |
| 15. Januar 2015   | Ruhpolding           | Staffel (4 × 7,5 km)               | 1.          | 0(1) + 0(3)    |               |
| 17. Januar 2015   | Ruhpolding           | Sprint (10 km)                     | 1.          | 0 + 0          |               |
| 18. Januar 2015   | Ruhpolding           | Massenstart (15 km)                | 10.         | 0 + 0 + 0 + 0  | + 00:17,8 min |
| 22. Januar 2015   | Antholz              | Sprint (10 km)                     | 31.         | 2 + 1          | + 01:24,9 min |
| 24. Januar 2015   | Antholz              | Verfolgung (12,5 km)               | 22.         | 0 + 1 + 0 + 2  | + 02:27,4 min |
| 25. Januar 2015   | Antholz              | Staffel (4 × 7,5 km)               | 1.          | 0(2) + 0(0)    |               |
| 6. Februar 2015   | Nové Město na Moravě | Mixed-Staffel (2 × 6 + 2 × 7,5 km) | 1.          | 0(0) + 0(0)    |               |
| 7. Februar 2015   | Nové Město na Moravě | Sprint (10 km)                     | 10.         | 0 + 2          | + 00:43,5 min |
| 8. Februar 2015   | Nové Město na Moravě | Verfolgung (12,5 km)               | 12.         | 0 + 0 + 1 + 1  | + 01:35,7 min |
| 12. Februar 2015  | Oslo                 | Einzel (20 km)                     | 6.          | 0 + 0 + 1 + 0  | + 01:55,7 min |
| 14. Februar 2015  | Oslo                 | Sprint (10 km)                     | 8.          | 0 + 1          | + 00:29,9 min |
| 15. Februar 2015  | Oslo                 | Staffel (4 × 7,5 km)               | 9.          | 0(2) + 0(1)    | + 02:31,7 min |
| 5. März 2015      | Kontiolahti          | Mixed-Staffel (2 × 6 + 2 × 7,5 km) | 3.          | 0(0) + 0(0)    | + 00:27,7 min |
| 7. März 2015      | Kontiolahti          | Sprint (10 km)                     | 1.          | 0 + 1          |               |
| 8. März 2015      | Kontiolahti          | Verfolgung (12,5 km)               | 31.         | 2 + 2 + 2 + 2  | + 02:44,3 min |
| 12. März 2015     | Kontiolahti          | Einzel (20 km)                     | 7.          | 0 + 0 + 1 + 0  | + 01:14,2 min |
| 14. März 2015     | Kontiolahti          | Staffel (4 × 7,5 km)               | 2.          | 0(0) + 0(2)    | + 00:15,4 min |
| 15. März 2015     | Kontiolahti          | Massenstart (15 km)                | 6.          | 0 + 0 + 2 + 0  | + 00:18,7 min |
| 19. März 2015     | Chanty-Mansijsk      | Sprint (10 km)                     | 68.         | 1 + 3          | + 02:25,1 min |
| 22. März 2015     | Chanty-Mansijsk      | Massenstart (15 km)                | 9.          | 0 + 0 + 1 + 1  | + 00:51,8 min |

| Datum             | Austragungsort  | Disziplin                          | Platzierung | Schießfehler 1 | Rückstand     |
| ----------------- | --------------- | ---------------------------------- | ----------- | -------------- | ------------- |
| 29. November 2015 | Östersund       | Mixed-Staffel (2 × 6 + 2 × 7,5 km) | 1.          | 0(0) + 0(3)    |               |
| 2. Dezember 2015  | Östersund       | Einzel (20 km)                     | 19.         | 0 + 2 + 0 + 1  | + 03:19,0 min |
| 5. Dezember 2015  | Östersund       | Sprint (10 km)                     | 6.          | 1 + 1          | + 01:10,6 min |
| 6. Dezember 2015  | Östersund       | Verfolgung (12,5 km)               | 16.         | 3 + 2 + 2 + 0  | + 01:49,0 min |
| 11. Dezember 2015 | Hochfilzen      | Sprint (10 km)                     | 14.         | 0 + 1          | + 00:43,7 min |
| 12. Dezember 2015 | Hochfilzen      | Verfolgung (12,5 km)               | 23.         | 0 + 1 + 2 + 2  | + 02:02,0 min |
| 13. Dezember 2015 | Hochfilzen      | Staffel (4 × 7,5 km)               | 2.          | 0(0) + 0(2)    | + 00:03,1 min |
| 17. Dezember 2015 | Pokljuka        | Sprint (10 km)                     | 64.         | 2 + 3          | + 02:22,9 min |
| 20. Dezember 2015 | Pokljuka        | Massenstart (15 km)                | 8.          | 0 + 1 + 1 + 0  | + 00:21,4 min |
| 8. Januar 2016    | Ruhpolding      | Sprint (10 km)                     | 1.          | 0 + 0          |               |
| 9. Januar 2016    | Ruhpolding      | Verfolgung (12,5 km)               | 7.          | 0 + 1 + 1 + 2  | + 00:45,1 min |
| 10. Januar 2016   | Ruhpolding      | Massenstart (15 km)                | 10.         | 0 + 1 + 0 + 1  | + 00:48,9 min |
| 13. Januar 2016   | Ruhpolding      | Einzel (20 km)                     | 16.         | 0 + 0 + 1 + 3  | + 02:56,6 min |
| 15. Januar 2016   | Ruhpolding      | Staffel (4 × 7,5 km)               | 1.          | 0(0) + 0(0)    |               |
| 16. Januar 2016   | Ruhpolding      | Massenstart (15 km)                | 12.         | 0 + 0 + 2 + 1  | + 01:13,8 min |
| 22. Januar 2016   | Antholz         | Sprint (10 km)                     | 8.          | 1 + 1          | + 00:21,0 min |
| 23. Januar 2016   | Antholz         | Verfolgung (12,5 km)               | 3.          | 2 + 0 + 1 + 0  | + 00:14,1 min |
| 24. Januar 2016   | Antholz         | Staffel (4 × 7,5 km)               | 3.          | 0(0) + 0(0)    | + 00:22,9 min |
| 11. Februar 2016  | Presque Isle    | Sprint (10 km)                     | 1.          | 0 + 0          |               |
| 12. Februar 2016  | Presque Isle    | Verfolgung (12,5 km)               | 2.          | 1 + 0 + 0 + 2  | + 00:24,8 min |
| 13. Februar 2016  | Presque Isle    | Staffel (4 × 7,5 km)               | 1.          | 0(2) + 0(1)    |               |
| 3. März 2016      | Oslo            | Mixed-Staffel (2 × 6 + 2 × 7,5 km) | 3.          | 0(1) + 0(1)    | + 00:14,4 min |
| 5. März 2016      | Oslo            | Sprint (10 km)                     | 4.          | 0 + 1          | + 00:35,5 min |
| 6. März 2016      | Oslo            | Verfolgung (12,5 km)               | 4.          | 0 + 2 + 0 + 1  | + 00:38,3 min |
| 10. März 2016     | Oslo            | Einzel (20 km)                     | 4.          | 0 + 0 + 0 + 1  | + 00:57,2 min |
| 12. März 2016     | Oslo            | Staffel (4 × 7,5 km)               | 1.          | 0(0) + 0(0)    |               |
| 13. März 2016     | Oslo            | Massenstart (15 km)                | 1.          | 0 + 0 + 1 + 0  |               |
| 18. März 2016     | Chanty-Mansijsk | Sprint (10 km)                     | 7.          | 1 + 0          | + 01:02,0 min |
| 19. März 2016     | Chanty-Mansijsk | Verfolgung (12,5 km)               | 2.          | 0 + 0 + 0 + 1  | + 00:08,5 min |

| Datum             | Austragungsort       | Disziplin                          | Platzierung | Schießfehler 1 | Rückstand     |
| ----------------- | -------------------- | ---------------------------------- | ----------- | -------------- | ------------- |
| 27. November 2016 | Östersund            | Mixed-Staffel (2 × 6 + 2 × 7,5 km) | 1.          | 0(1) + 0(0)    |               |
| 1. Dezember 2016  | Östersund            | Einzel (20 km)                     | 2.          | 0 + 0 + 0 + 2  | + 00:29,5 min |
| 3. Dezember 2016  | Östersund            | Sprint (10 km)                     | 30.         | 1 + 1          | + 01:33,5 min |
| 4. Dezember 2016  | Östersund            | Verfolgung (12,5 km)               | 10.         | 0 + 1 + 2 + 1  | + 01:07,6 min |
| 9. Dezember 2016  | Pokljuka             | Sprint (10 km)                     | 2.          | 0 + 0          | + 00:13,7 min |
| 10. Dezember 2016 | Pokljuka             | Verfolgung (12,5 km)               | 4.          | 0 + 0 + 0 + 2  | + 00:48,0 min |
| 15. Dezember 2016 | Nové Město na Moravě | Sprint (10 km)                     | 4.          | 1 + 0          | + 00:10,5 min |
| 17. Dezember 2016 | Nové Město na Moravě | Verfolgung (12,5 km)               | 5.          | 1 + 0 + 0 + 2  | + 01:02,7 min |
| 18. Dezember 2016 | Nové Město na Moravě | Massenstart (15 km)                | 9.          | 2 + 0 + 1 + 0  | + 00:19,8 min |
| 13. Januar 2017   | Ruhpolding           | Sprint (10 km)                     | 37.         | 1 + 0          | + 01:49,5 min |
| 15. Januar 2017   | Ruhpolding           | Verfolgung (12,5 km)               | 15.         | 1 + 0 + 1 + 0  | + 01:03,2 min |
| 20. Januar 2017   | Antholz              | Einzel (20 km)                     | 14.         | 2 + 0 + 0 + 0  | + 02:21,8 min |
| 21. Januar 2017   | Antholz              | Staffel (4 × 7,5 km)               | 2.          | 0(1) + 0(0)    | + 00:00,1 min |
| 22. Januar 2017   | Antholz              | Massenstart (15 km)                | 1.          | 0 + 0 + 0 + 0  |               |
| 9. Februar 2017   | Hochfilzen           | Mixed-Staffel (2 × 6 + 2 × 7,5 km) | 8.          | 0(0) + 1(3)    | + 00:46,2 min |
| 11. Februar 2017  | Hochfilzen           | Sprint (10 km)                     | 2.          | 0 + 0          | + 00:00,7 min |
| 12. Februar 2017  | Hochfilzen           | Verfolgung (12,5 km)               | 2.          | 1 + 1 + 1 + 0  | + 00:22,8 min |
| 16. Februar 2017  | Hochfilzen           | Einzel (20 km)                     | 8.          | 0 + 0 + 1 + 1  | + 01:11,9 min |
| 18. Februar 2017  | Hochfilzen           | Staffel (4 × 7,5 km)               | 8.          | 0(2) + 0(0)    | + 02:22,3 min |
| 19. Februar 2017  | Hochfilzen           | Massenstart (15 km)                | 2.          | 0 + 0 + 0 + 1  | + 00:09,0 min |
| 10. März 2017     | Kontiolahti          | Sprint (10 km)                     | 4.          | 0 + 0          | + 00:12,1 min |
| 11. März 2017     | Kontiolahti          | Verfolgung (12,5 km)               | 7.          | 0 + 1 + 1 + 1  | + 00:33,2 min |
| 12. März 2017     | Kontiolahti          | Mixed-Staffel (2 × 6 + 2 × 7,5 km) | 5.          | 0(0) + 0(1)    | + 01:15,0 min |
| 17. März 2017     | Oslo                 | Sprint (10 km)                     | 1.          | 0 + 0          |               |
| 18. März 2017     | Oslo                 | Verfolgung (12,5 km)               | 3.          | 1 + 0 + 0 + 1  | + 00:21,6 min |
| 19. März 2017     | Oslo                 | Massenstart (15 km)                | 29.         | 2 + 0 + 1 + 1  | + 04:55,6 min |

| Datum             | Austragungsort   | Disziplin                                    | Platzierung | Schießfehler 2            | Rückstand     |
| ----------------- | ---------------- | -------------------------------------------- | ----------- | ------------------------- | ------------- |
| 26. November 2017 | Östersund        | Mixed-Staffel (2 × 6 + 2 × 7,5 km)           | 1.          | 0(2) + 0(3)               |               |
| 30. November 2017 | Östersund        | Einzel (20 km)                               | 1.          | 0 + 0 + 0 +0              |               |
| 2. Dezember 2017  | Östersund        | Sprint (10 km)                               | 11.         | 3 + 0                     | + 00:34,4 min |
| 3. Dezember 2017  | Östersund        | Verfolgung (12,5 km)                         | 13.         | 0 + 1 + 2 + 3             | + 01:20,4 min |
| 8. Dezember 2017  | Hochfilzen       | Sprint (10 km)                               | 1.          | 0 + 0                     |               |
| 9. Dezember 2017  | Hochfilzen       | Verfolgung (12,5 km)                         | 1.          | 2 + 0 + 1 +0              |               |
| 15. Dezember 2017 | Le Grand-Bornand | Sprint (10 km)                               | 1.          | 0 + 0                     |               |
| 16. Dezember 2017 | Le Grand-Bornand | Verfolgung (12,5 km)                         | 1.          | 0 + 0 + 0 +0              |               |
| 17. Dezember 2017 | Le Grand-Bornand | Massenstart (15 km)                          | 2.          | 2 + 0 + 0 + 0             | + 00:03,9 min |
| 5. Januar 2018    | Oberhof          | Sprint (10 km)                               | 3.          | 2 + 0                     | + 00:10,2 min |
| 6. Januar 2018    | Oberhof          | Verfolgung (12,5 km)                         | 2.          | 1 + 1 + 1 + 0             | + 00:06,3 min |
| 10. Januar 2018   | Ruhpolding       | Einzel (20 km)                               | 3.          | 0 + 0 + 0 + 1             | + 01:06,3 min |
| 12. Januar 2018   | Ruhpolding       | Staffel (4 × 7,5 km)                         | 1.          | 0(0) + 0(2)               |               |
| 14. Januar 2018   | Ruhpolding       | Massenstart (15 km)                          | 1.          | 0 + 0 + 0 + 1             |               |
| 19. Januar 2018   | Antholz          | Sprint (10 km)                               | 1.          | 1 + 0                     |               |
| 20. Januar 2018   | Antholz          | Verfolgung (12,5 km)                         | 1.          | 0 + 0 + 0 + 0             |               |
| 21. Januar 2018   | Antholz          | Massenstart (15 km)                          | 6.          | 2 + 2 + 0 + 1             | + 00:29,2 min |
| 8. März 2018      | Kontiolahti      | Sprint (10 km)                               | 4.          | 0 + 2                     | + 00:19,0 min |
| 10. März 2018     | Kontiolahti      | Single-Mixed-Staffel (1 × 6 km + 1 × 7,5 km) | 3.          | 0(0) + 0(1) + 0(2) + 0(1) | + 00:04,4 min |
| 11. März 2018     | Kontiolahti      | Massenstart (15 km)                          | 19.         | 0 + 1 + 2 + 2             | + 01:33,0 min |
| 15. März 2018     | Oslo             | Sprint (10 km)                               | 2.          | 0 + 1                     | + 00:06,1 min |
| 17. März 2018     | Oslo             | Verfolgung (12,5 km)                         | 3.          | 1 + 2 + 0 + 1             | + 00:32,5 min |
| 18. März 2018     | Oslo             | Staffel (4 × 7,5 km)                         | 1.          | 0(0) + 0(0)               |               |
| 23. März 2018     | Tjumen           | Sprint (10 km)                               | 14.         | 2 + 0                     | + 01:22,4 min |
| 24. März 2018     | Tjumen           | Verfolgung (12,5 km)                         | 2.          | 0 + 0 + 1 + 0             | + 00:47,9 min |
| 25. März 2018     | Tjumen           | Massenstart (15 km)                          | 3.          | 1 + 0 + 1 + 0             | + 00:16,6 min |

| Datum             | Austragungsort       | Disziplin                                    | Platzierung | Schießfehler 1            | Rückstand     |
| ----------------- | -------------------- | -------------------------------------------- | ----------- | ------------------------- | ------------- |
| 2. Dezember 2018  | Pokljuka             | Mixed-Staffel (2 × 6 + 2 × 7,5 km)           | 6.          | 0(1) + 0(0)               | + 01:51,1 min |
| 6. Dezember 2018  | Pokljuka             | Einzel (20 km)                               | 7.          | 0 + 1 + 2 +0              | + 01:11,9 min |
| 7. Dezember 2018  | Pokljuka             | Sprint (10 km)                               | 1.          | 0 + 1                     |               |
| 9. Dezember 2018  | Pokljuka             | Verfolgung (12,5 km)                         | 1.          | 1 + 0 + 0 + 2             |               |
| 14. Dezember 2018 | Hochfilzen           | Sprint (10 km)                               | 1.          | 0 + 1                     |               |
| 15. Dezember 2018 | Hochfilzen           | Verfolgung (12,5 km)                         | 9.          | 0 + 3 + 1 + 2             | + 01:00,0 min |
| 20. Dezember 2018 | Nové Město na Moravě | Sprint (10 km)                               | 1.          | 0 + 0                     |               |
| 22. Dezember 2018 | Nové Město na Moravě | Verfolgung (12,5 km)                         | 1.          | 1 + 0 + 2 + 1             |               |
| 23. Dezember 2018 | Nové Město na Moravě | Massenstart (15 km)                          | 1.          | 0 + 0 + 0 + 0             |               |
| 11. Januar 2019   | Oberhof              | Sprint (10 km)                               | 2.          | 0 + 1                     | + 00:25,2 min |
| 12. Januar 2019   | Oberhof              | Verfolgung (12,5 km)                         | 1.          | 0 + 1 + 1 + 1             |               |
| 17. Januar 2019   | Ruhpolding           | Sprint (10 km)                               | 1.          | 0 + 1                     |               |
| 18. Januar 2019   | Ruhpolding           | Staffel (4 × 7,5 km)                         | 1.          | 0(0) + 0(3)               |               |
| 20. Januar 2019   | Ruhpolding           | Massenstart (15 km)                          | 1.          | 0 + 0 + 0 + 1             |               |
| 25. Januar 2019   | Antholz              | Sprint (10 km)                               | 1.          | 0 + 1                     |               |
| 26. Januar 2019   | Antholz              | Verfolgung (12,5 km)                         | 1.          | 1 + 1 + 0 + 1             |               |
| 27. Januar 2019   | Antholz              | Massenstart (15 km)                          | 2.          | 0 + 0 + 1 + 1             | + 00:14,3 min |
| 7. Februar 2019   | Canmore              | Kurzes Einzel (15 km)                        | 1.          | 0 + 0 + 0 + 0             |               |
| 8. Februar 2019   | Canmore              | Staffel (4 × 7,5 km)                         | 1.          | 0(0) + 0(0)               |               |
| 15. Februar 2019  | Midway               | Sprint (10 km)                               | 5.          | 0 + 4                     | + 00:41,5 min |
| 16. Februar 2019  | Midway               | Verfolgung (12,5 km)                         | 4.          | 0 + 0 + 2 + 3             | + 01:37,7 min |
| 17. Februar 2019  | Midway               | Mixed-Staffel (2 × 6 + 2 × 7,5 km)           | 3.          | 0(0) + 0(0)               | + 01:02,2 min |
| 7. März 2019      | Östersund            | Mixed-Staffel (2 × 6 + 2 × 7,5 km)           | 1.          | 0(0) + 0(2)               |               |
| 9. März 2019      | Östersund            | Sprint (10 km)                               | 1.          | 0 + 1                     |               |
| 10. März 2019     | Östersund            | Verfolgung (12,5 km)                         | 2.          | 0 + 1 + 1 + 3             | + 00:08,3 min |
| 13. März 2019     | Östersund            | Einzel (20 km)                               | 9.          | 0 + 2 + 1 + 0             | + 02:00,8 min |
| 14. März 2019     | Östersund            | Single-Mixed-Staffel (1 × 6 km + 1 × 7,5 km) | 1.          | 0(0) + 0(3) + 0(0) + 0(0) |               |
| 16. März 2019     | Östersund            | Staffel (4 × 7,5 km)                         | 1.          | 0(0) + 0(3)               |               |
| 17. März 2019     | Östersund            | Massenstart (15 km)                          | 13.         | 0 + 0 + 2 + 5             | + 01:17,8 min |
| 22. März 2019     | Oslo                 | Sprint (10 km)                               | 1.          | 0 + 1                     |               |
| 23. März 2019     | Oslo                 | Verfolgung (12,5 km)                         | 1.          | 0 + 2 + 0 + 1             |               |
| 24. März 2019     | Oslo                 | Massenstart (15 km)                          | 1.          | 0 + 0 + 0 + 0             |               |

| Datum             | Austragungsort       | Disziplin                          | Platzierung | Schießfehler 1            | Rückstand     |
| ----------------- | -------------------- | ---------------------------------- | ----------- | ------------------------- | ------------- |
| 30. November 2019 | Östersund            | Mixed-Staffel (2 × 6 + 2 × 7,5 km) | 2.          | 0(3) + 0(0)               | + 00:04,1 min |
| 1. Dezember 2019  | Östersund            | Sprint (10 km)                     | 1.          | 1 + 0                     |               |
| 4. Dezember 2019  | Östersund            | Einzel (20 km)                     | 10.         | 0 + 1 + 0 + 1             | + 03:12,6 min |
| 7. Dezember 2019  | Östersund            | Staffel (4 × 7,5 km)               | 1.          | 0(1) + 0(1)               |               |
| 13. Dezember 2019 | Hochfilzen           | Sprint (10 km)                     | 1.          | 0 + 1                     |               |
| 14. Dezember 2019 | Hochfilzen           | Verfolgung (12,5 km)               | 1.          | 0 + 0 + 0 + 0             |               |
| 15. Dezember 2019 | Hochfilzen           | Staffel (4 × 7,5 km)               | 1.          | 0(0) + 0(2)               |               |
| 19. Dezember 2019 | Le Grand-Bornand     | Sprint (10 km)                     | 4.          | 1 + 1                     | + 00:14,8 min |
| 21. Dezember 2019 | Le Grand-Bornand     | Verfolgung (12,5 km)               | 1.          | 1 + 0 + 0 + 0             |               |
| 22. Dezember 2019 | Le Grand-Bornand     | Massenstart (15 km)                | 1.          | 0 + 0 + 1 + 0             |               |
| 23. Januar 2020   | Pokljuka             | Einzel (20 km)                     | 1.          | 0 + 0 + 0 + 0             |               |
| 25. Januar 2020   | Pokljuka             | Mixed-Staffel (4 × 7,5 km)         | 2.          | 0(2) + 0(0)               | + 00:40,6 min |
| 26. Januar 2020   | Pokljuka             | Massenstart (15 km)                | 3.          | 1 + 0 + 0 + 1             | + 00:10,3 min |
| 13. Februar 2020  | Antholz              | Mixed-Staffel (4 × 6 km)           | 1.          | 0(0) + 0(2)               |               |
| 15. Februar 2020  | Antholz              | Sprint (10 km)                     | 5.          | 1 + 0                     | + 00:23,9 min |
| 16. Februar 2020  | Antholz              | Verfolgung (12,5 km)               | 2.          | 1 + 1 + 0 + 0             | + 00:00,4 min |
| 19. Februar 2020  | Antholz              | Einzel (20 km)                     | 2.          | 1 + 0 + 0 + 1             | + 00:57,0 min |
| 20. Februar 2020  | Antholz              | Single-Mixed-Staffel               | 1.          | 0(1) + 0(3) + 0(0) + 0(0) |               |
| 22. Februar 2020  | Antholz              | Staffel (4 × 7,5 km)               | 2.          | 0(2) + 0(1)               | + 00:21,5 min |
| 23. Februar 2020  | Antholz              | Massenstart (15 km)                | 1.          | 0 + 0 + 0 + 0             |               |
| 6. März 2020      | Nové Město na Moravě | Sprint (10 km)                     | 1.          | 0 + 0                     |               |
| 7. März 2020      | Nové Město na Moravě | Staffel (4 × 7,5 km)               | 1.          | 0(0) + 0(0)               |               |
| 8. März 2020      | Nové Město na Moravě | Massenstart (15 km)                | 1.          | 1 + 1 + 1 + 0             |               |
| 12. März 2020     | Kontiolahti          | Sprint (10 km)                     | 1.          | 0 + 0                     |               |
| 14. März 2020     | Kontiolahti          | Verfolgung (12,5 km)               | 4.          | 0 + 1 + 3 + 0             | + 00:08,3 min |

| Datum             | Austragungsort       | Disziplin                  | Platzierung | Schießfehler 1            | Rückstand     |
| ----------------- | -------------------- | -------------------------- | ----------- | ------------------------- | ------------- |
| 28. November 2020 | Kontiolahti          | Einzel (20 km)             | 2.          | 1 + 0 + 0 + 0             | + 00:19,6 min |
| 29. November 2020 | Kontiolahti          | Sprint (10 km)             | 1.          | 0 + 0                     |               |
| 3. Dezember 2020  | Kontiolahti          | Sprint (10 km)             | 3.          | 1 + 0                     | + 00:29,4 min |
| 5. Dezember 2020  | Kontiolahti          | Verfolgung (12,5 km)       | 3.          | 0 + 0 + 1 + 2             | + 00:19,5 min |
| 6. Dezember 2020  | Kontiolahti          | Staffel (4 × 7,5 km)       | 1.          | 0(3) + 0(1)               |               |
| 11. Dezember 2020 | Hochfilzen           | Sprint (10 km)             | 4.          | 0 + 1                     | + 00:41,2 min |
| 12. Dezember 2020 | Hochfilzen           | Verfolgung (12,5 km)       | 4.          | 0 + 0 + 2 + 1             | + 00:58,0 min |
| 13. Dezember 2020 | Hochfilzen           | Staffel (4 × 7,5 km)       | 2.          | 0(1) + 1(3)               | + 00:05,7 min |
| 17. Dezember 2020 | Hochfilzen           | Sprint (10 km)             | 3.          | 2 + 0                     | + 00:19,9 min |
| 19. Dezember 2020 | Hochfilzen           | Verfolgung (12,5 km)       | 3.          | 2 + 0 + 1 + 0             | + 00:08,9 min |
| 20. Dezember 2020 | Hochfilzen           | Massenstart (15 km)        | 7.          | 0 + 0 + 1 + 2             | + 00:25,9 min |
| 8. Januar 2021    | Oberhof              | Sprint (10 km)             | 1.          | 0 + 1                     |               |
| 9. Januar 2021    | Oberhof              | Verfolgung (12,5 km)       | 8.          | 1 + 1 + 4 + 1             | + 00:46,1 min |
| 10. Januar 2021   | Oberhof              | Single-Mixed-Staffel       | 3.          | 0(0) + 0(2) + 0(3) + 0(0) | + 00:43,9 min |
| 13. Januar 2021   | Oberhof              | Sprint (10 km)             | 1.          | 0 + 0                     |               |
| 15. Januar 2021   | Oberhof              | Staffel (4 × 7,5 km)       | 2.          | 0(0) + 0(0)               | + 00:04,2 min |
| 17. Januar 2021   | Oberhof              | Massenstart (15 km)        | 7.          | 1 + 1 + 1 + 1             | + 00:27,4 min |
| 22. Januar 2021   | Antholz              | Einzel (20 km)             | 10.         | 1 + 0 + 1 + 2             | + 01:56,4 min |
| 23. Januar 2021   | Antholz              | Staffel (4 × 7,5 km)       | 2.          | 0(0) + 0(1)               | + 00:00,8 min |
| 24. Januar 2021   | Antholz              | Massenstart (15 km)        | 1.          | 0 + 0 + 0 + 1             |               |
| 10. Februar 2021  | Pokljuka             | Mixed-Staffel (4 × 7,5 km) | 1.          | 0(1) + 0(1)               |               |
| 12. Februar 2021  | Pokljuka             | Sprint (10 km)             | 5.          | 2 + 0                     | + 00:22,5 min |
| 14. Februar 2021  | Pokljuka             | Verfolgung (12,5 km)       | 3.          | 0 + 1 + 1 + 0             | + 00:08,1 min |
| 17. Februar 2021  | Pokljuka             | Einzel (20 km)             | 5.          | 0 + 1 + 0 + 1             | + 01:13,5 min |
| 18. Februar 2021  | Pokljuka             | Single-Mixed-Staffel       | 2.          | 0(1) + 0(2) + 0(3) + 0(1) | + 00:02,8 min |
| 20. Februar 2021  | Pokljuka             | Staffel (4 × 7,5 km)       | 1.          | 0(1) + 0(0)               |               |
| 21. Februar 2021  | Pokljuka             | Massenstart (15 km)        | 8.          | 2 + 0 + 2 + 1             | + 00:45,4 min |
| 5. März 2021      | Nové Město na Moravě | Staffel (4 × 7,5 km)       | 3.          | 0(0) + 1(3)               | + 01:33,2 min |
| 6. März 2021      | Nové Město na Moravě | Sprint (10 km)             | 11.         | 1 + 2                     | + 00:38,5 min |
| 7. März 2021      | Nové Město na Moravě | Verfolgung (12,5 km)       | 2.          | 2 + 0 + 0 + 0             | + 00:08,2 min |
| 11. März 2021     | Nové Město na Moravě | Sprint (10 km)             | 9.          | 2 + 0                     | + 00:37,0 min |
| 13. März 2021     | Nové Město na Moravě | Verfolgung (12,5 km)       | 2.          | 1 + 0 + 0 + 1             | + 00:08,0 min |
| 14. März 2021     | Nové Město na Moravě | Mixed-Staffel (4 × 6 km)   | 1.          | 0(1) + 0(0)               |               |
| 19. März 2021     | Östersund            | Sprint (10 km)             | 7.          | 2 + 0                     | + 00:46,1 min |
| 20. März 2021     | Östersund            | Verfolgung (12,5 km)       | 2.          | 0 + 0 + 0 + 3             | + 00:22,6 min |
| 21. März 2021     | Östersund            | Massenstart (15 km)        | 3.          | 1 + 1 + 0 + 1             | + 00:17,5 min |

| Datum             | Austragungsort   | Disziplin                  | Platzierung | Schießfehler 2 | Rückstand     |
| ----------------- | ---------------- | -------------------------- | ----------- | -------------- | ------------- |
| 27. November 2021 | Östersund        | Einzel (20 km)             | 5.          | 1 + 0 + 1 + 0  | + 01:28,5 min |
| 28. November 2021 | Östersund        | Sprint (10 km)             | 3.          | 0 + 0          | + 00:12,2 min |
| 2. Dezember 2021  | Östersund        | Sprint (10 km)             | 9.          | 1 + 0          | + 00:50,1 min |
| 4. Dezember 2021  | Östersund        | Staffel (4 × 7,5 km)       | 1.          | 0(0) + 0(0)    |               |
| 5. Dezember 2021  | Östersund        | Verfolgung (12,5 km)       | 8.          | 1 + 2 + 0 + 0  | + 01:00,1 min |
| 10. Dezember 2021 | Hochfilzen       | Sprint (10 km)             | 29.         | 2 + 1          | + 01:14,1 min |
| 11. Dezember 2021 | Hochfilzen       | Verfolgung (12,5 km)       | 18.         | 0 + 0 + 2 + 1  | + 01:06,5 min |
| 12. Dezember 2021 | Hochfilzen       | Staffel (4 × 7,5 km)       | 1.          | 0(0) + 0(0)    |               |
| 17. Dezember 2021 | Le Grand-Bornand | Sprint (10 km)             | 1.          | 0 + 0          |               |
| 18. Dezember 2021 | Le Grand-Bornand | Verfolgung (12,5 km)       | 5.          | 2 + 0 + 1 + 0  | + 00:43,3 min |
| 19. Dezember 2021 | Le Grand-Bornand | Massenstart (15 km)        | 20.         | 1 + 1 + 0 + 3  | + 01:27,7 min |
| 7. Januar 2022    | Oberhof          | Sprint (10 km)             | 28.         | 3 + 2          | + 01:22,1 min |
| 8. Januar 2022    | Oberhof          | Mixed-Staffel (4 × 7,5 km) | 1.          | 0(1) + 0(1)    |               |
| 9. Januar 2022    | Oberhof          | Verfolgung (12,5 km)       | 21.         | 1 + 2 + 0 + 2  | + 02:00,8 min |
| 20. Januar 2022   | Antholz          | Einzel (20 km)             | 4.          | 0 + 2 + 1 + 0  | + 00:50,5 min |
| 22. Januar 2022   | Antholz          | Massenstart (15 km)        | 2.          | 1 + 0 + 1 + 1  | + 00:31,3 min |
| 23. Januar 2022   | Antholz          | Staffel (4 × 7,5 km)       | 1.          | 0(0) + 0(0)    |               |

| Datum             | Austragungsort       | Disziplin            | Platzierung | Schießfehler 2 | Rückstand     |
| ----------------- | -------------------- | -------------------- | ----------- | -------------- | ------------- |
| 29. November 2022 | Kontiolahti          | Einzel (20 km)       | 12.         | 2 + 1 + 0 + 1  | + 02:25,2 min |
| 1. Dezember 2022  | Kontiolahti          | Staffel (4 × 7,5 km) | 1.          | 0(1) + 0(0)    |               |
| 3. Dezember 2022  | Kontiolahti          | Sprint (10 km)       | 1.          | 0 + 1          |               |
| 4. Dezember 2022  | Kontiolahti          | Verfolgung (12,5 km) | 1.          | 0 + 0 + 1 + 2  |               |
| 9. Dezember 2022  | Hochfilzen           | Sprint (10 km)       | 1.          | 0 + 0          |               |
| 10. Dezember 2022 | Hochfilzen           | Staffel (4 × 7,5 km) | 1.          | 0(0) + 0(0)    |               |
| 11. Dezember 2022 | Hochfilzen           | Verfolgung (12,5 km) | 1.          | 0 + 1 + 0 + 1  |               |
| 15. Dezember 2022 | Le Grand-Bornand     | Sprint (10 km)       | 1.          | 0 + 0          |               |
| 17. Dezember 2022 | Le Grand-Bornand     | Verfolgung (12,5 km) | 3.          | 1 + 0 + 1 + 0  | + 00:35,8 min |
| 18. Dezember 2022 | Le Grand-Bornand     | Massenstart (15 km)  | 3.          | 0 + 0 + 1 + 2  | + 00:10,6 min |
| 6. Januar 2023    | Pokljuka             | Sprint (10 km)       | 1.          | 1 + 0          |               |
| 7. Januar 2023    | Pokljuka             | Verfolgung (12,5 km) | 1.          | 0 + 1 + 1 + 0  |               |
| 11. Januar 2023   | Ruhpolding           | Einzel (20 km)       | 1.          | 1 + 0 + 0 + 1  |               |
| 13. Januar 2023   | Ruhpolding           | Staffel (4 × 7,5 km) | 1.          | 0(0) + 0(2)    |               |
| 15. Januar 2023   | Ruhpolding           | Massenstart (15 km)  | 1.          | 1 + 0 + 1 + 1  |               |
| 20. Januar 2023   | Antholz              | Sprint (10 km)       | 1.          | 1 + 0          |               |
| 21. Januar 2023   | Antholz              | Verfolgung (12,5 km) | 1.          | 0 + 0 + 1 + 1  |               |
| 22. Januar 2023   | Antholz              | Staffel (4 × 7,5 km) | 1.          | 0(2) + 0(0)    |               |
| 2. März 2023      | Nové Město na Moravě | Sprint (10 km)       | 1.          | 0 + 0          |               |
| 4. März 2023      | Nové Město na Moravě | Verfolgung (12,5 km) | 1.          | 0 + 0 + 1 + 1  |               |
| 16. März 2023     | Oslo                 | Sprint (10 km)       | 1.          | 0 + 1          |               |
| 18. März 2023     | Oslo                 | Verfolgung (12,5 km) | 1.          | 0 + 0 + 1 + 0  |               |
| 19. März 2023     | Oslo                 | Massenstart (15 km)  | 1.          | 1 + 0 + 0 + 1  |               |

### Olympische Winterspiele
Ergebnisse bei Olympischen Winterspielen:
|                                          | Einzelwettbewerbe | Einzelwettbewerbe | Einzelwettbewerbe | Einzelwettbewerbe | Staffelwettbewerbe | Staffelwettbewerbe |
| Einzel                                   | Sprint            | Verfolgung        | Massenstart       | Herrenstaffel     | Mixedstaffel       |                    |
| ---------------------------------------- | ----------------- | ----------------- | ----------------- | ----------------- | ------------------ | ------------------ |
| Olympische Winterspiele 2014 Sotschi     | 11.               | 54.               | 32.               | 8.                | 4.                 | –                  |
| Olympische Winterspiele 2018 Pyeongchang | 1.                | 31.               | 21.               | 16.               | 2.                 | 2.                 |
| Olympische Winterspiele 2022 Peking      | 3.                | 1.                | 5.                | 1.                | 1.                 | 1.                 |

### Weltmeisterschaften
Ergebnisse bei Weltmeisterschaften:
|                                      | Einzelwettbewerbe | Einzelwettbewerbe | Einzelwettbewerbe | Einzelwettbewerbe | Staffelwettbewerbe | Staffelwettbewerbe | Staffelwettbewerbe |
| Einzel                               | Sprint            | Verfolgung        | Massenstart       | Herrenstaffel     | Mixedstaffel       | S.-M.-Staffel      |                    |
| ------------------------------------ | ----------------- | ----------------- | ----------------- | ----------------- | ------------------ | ------------------ | ------------------ |
| Weltmeisterschaften 2015 Kontiolahti | 7.                | 1.                | 31.               | 6.                | 2.                 | 3.                 | nicht ausgetragen  |
| Weltmeisterschaften 2016 Oslo        | 4.                | 4.                | 4.                | 1.                | 1.                 | 3.                 | nicht ausgetragen  |
| Weltmeisterschaften 2017 Hochfilzen  | 8.                | 2.                | 2.                | 2.                | 8.                 | 8.                 | nicht ausgetragen  |
| Weltmeisterschaften 2019 Östersund   | 9.                | 1.                | 2.                | 13.               | 1.                 | 1.                 | 1.                 |
| Weltmeisterschaften 2020 Antholz     | 2.                | 5.                | 2.                | 1.                | 2.                 | 1.                 | 1.                 |
| Weltmeisterschaften 2021 Pokljuka    | 5.                | 5.                | 3.                | 8.                | 1.                 | 1.                 | 2.                 |
| Weltmeisterschaften 2023 Oberhof     | 1.                | 1.                | 1.                | 3.                | 2.                 | 1.                 | 1.                 |
| Weltmeisterschaften 2024 Nové Město  | 1.                | 2.                | 1.                | 1.                | 2.                 | 2.                 | 3.                 |
| Weltmeisterschaften 2025 Lenzerheide | 20.               | 1.                | 1.                | 3.                | 1.                 | 4.                 | 2.                 |

### Juniorenweltmeisterschaften
Ergebnisse bei den Juniorenweltmeisterschaften:
| Weltmeisterschaften | Weltmeisterschaften | Einzel | Sprint | Verfolgung | Staffel |
| Jahr                | Ort                 | Einzel | Sprint | Verfolgung | Staffel |
| ------------------- | ------------------- | ------ | ------ | ---------- | ------- |
| 2012                | Kontiolahti         | 4.     | 1.     | 1.         | 1.      |
| 2013                | Obertilliach        | 9.     | 2.     | 1.         | 1.      |

### IBU-Cup
| Platzierung            | Einzel | Sprint | Verfolgung | Massenstart | Staffel | Gesamt |
| ---------------------- | ------ | ------ | ---------- | ----------- | ------- | ------ |
| 1. Platz               |        |        |            |             |         |        |
| 2. Platz               |        | 1      |            |             |         | 1      |
| 3. Platz               |        |        |            |             |         |        |
| Top 10                 |        | 1      |            |             |         | 1      |
| Punkteränge            | 1      | 3      |            |             |         | 4      |
| Starts                 | 1      | 3      |            |             |         | 4      |
| Stand: 12. Januar 2019 |        |        |            |             |         |        |

| Datum             | Austragungsort | Disziplin      | Platzierung | Schießfehler  | Rückstand     |
| ----------------- | -------------- | -------------- | ----------- | ------------- | ------------- |
| 27. November 2010 | Beitostølen    | Sprint (10 km) | 28.         | 0 + 3         | + 01:58,5 min |
| 28. November 2010 | Beitostølen    | Sprint (10 km) | 16.         | 0 + 2         | + 01:22,6 min |
| 5. Januar 2013    | Otepää         | Einzel (20 km) | 23.         | 0 + 3 + 2 + 1 | + 05:04,1 min |
| 6. Januar 2013    | Otepää         | Sprint (10 km) | 2.          | 0 + 0         | + 00:10,2 min |